# Prost AP03
Vous lisez un « article de qualité » labellisé en 2012.
Chronologie des modèles (2000)
Prost AP02 Prost AP04
La Prost AP03 est une monoplace de Formule 1, conçue par les ingénieurs Alan Jenkins et Loïc Bigois, engagée par l'écurie française Prost Grand Prix en championnat du monde de Formule 1 2000. Pilotée par le Français Jean Alesi, qui a disputé ses deux précédentes saisons chez Sauber et l'Allemand Nick Heidfeld, champion 1999 du championnat intercontinental de Formule 3000, elle a eu comme pilote essayeur le Français Stéphane Sarrazin, lequel avait auparavant disputé un Grand Prix en 1999 au sein de la Scuderia Minardi.
Présentée le 1er février 2000 sur le circuit de Catalogne en Espagne, la Prost AP03, composée de près de 3 000 nouvelles pièces, était porteuse d'espoir pour l'écurie d'Alain Prost qui se donnait alors pour objectif de terminer la saison à la cinquième place du championnat des constructeurs.
Seulement, la Prost AP03 se révèle être une monoplace lente et peu fiable qui ne rallie l'arrivée qu'à douze reprises sur trente-quatre engagements, principalement en raison du moteur Peugeot A20 qui essuie cinquante-trois casses sur toute la saison. Une crise entre le motoriste français et l'écurie se profile alors, mettant fin à une collaboration de trois ans. Prost Grand Prix connaît en parallèle une crise budgétaire, obligeant Alain Prost à rechercher d'éventuels repreneurs pour son écurie.
À la fin de la saison, l'écurie Prost Grand Prix termine onzième du championnat des constructeurs, sans avoir marqué de points, signant la plus mauvaise saison de l'histoire de l'équipe.

## Contexte historique

### Genèse de l'écurie Prost Grand Prix

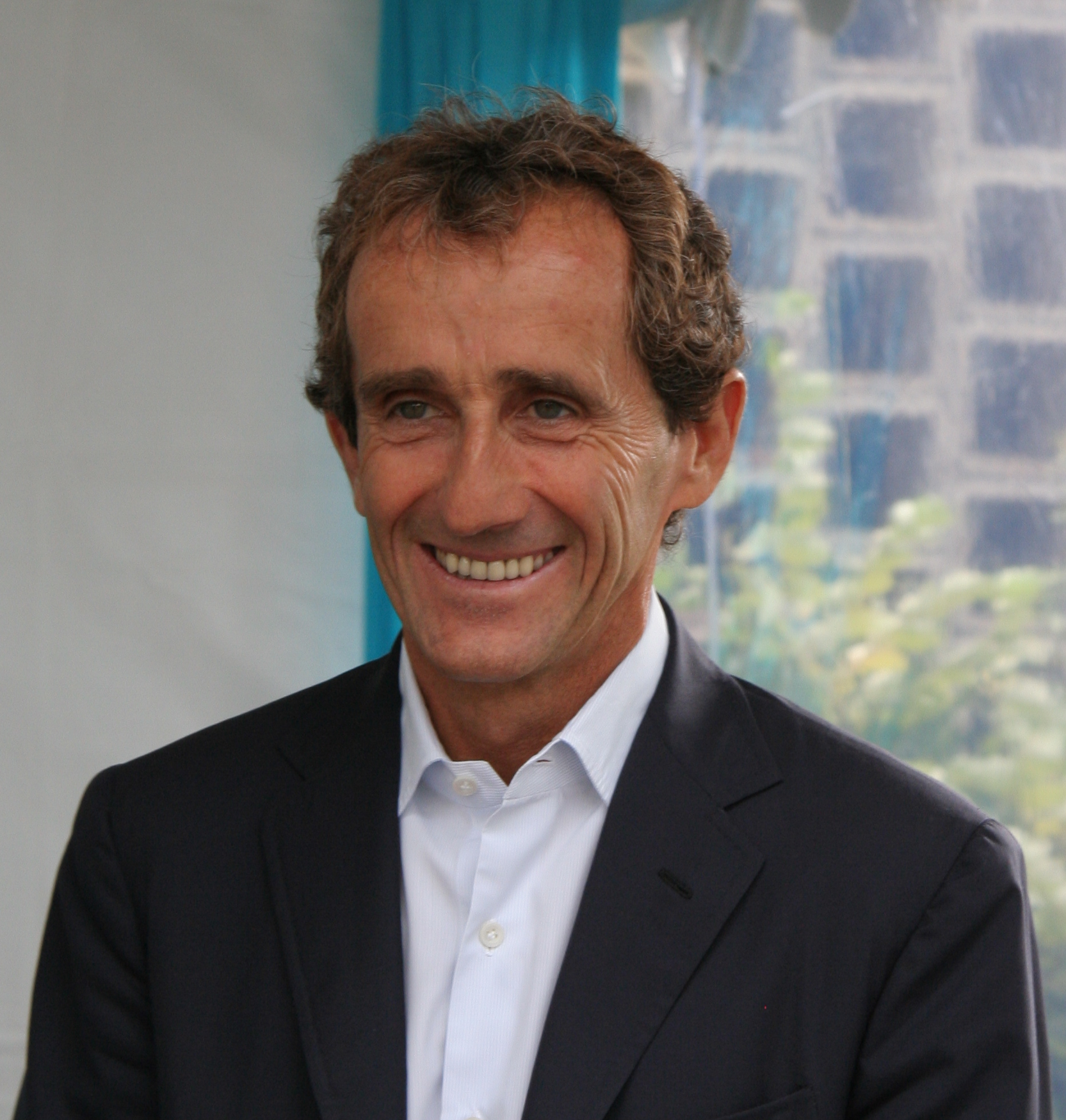
Alain Prost, le fondateur de Prost Grand Prix.

L'écurie Prost Grand Prix est la descendante de l'écurie française Ligier, fondée en 1976, et qui a participé à vingt saisons de Formule 1 entre 1976 et 1996, signé neuf victoires, neuf pole positions, cinquante podiums et décroché la deuxième place du championnat des constructeurs en 1980.
Dès 1986, Alain Prost, qui vient d'obtenir son premier titre de champion du monde de Formule 1, expose à Hugues de Chaunac, son manageur en Formule 3000, son projet de créer une écurie de Formule 1. De Chaunac lui conseille plutôt de poursuivre sa carrière de pilote avant de mener à terme son projet. En 1989, Prost retente sa chance en contactant Renault et Elf, qui déclinent sa proposition de création d'une écurie de Formule 1.
En 1992, Alain Prost, alors triple champion du monde, souhaite engager une équipe entièrement française en Formule 1 et prend contact avec Guy Ligier, patron et fondateur de Ligier, afin d'entrer dans la direction de l'écurie. Ce dernier refuse son offre et lui propose un contrat de pilote pour 1993, que Prost décline.
En 1995, Prost, désormais consultant pour le motoriste Renault Sport, entreprend des négociations avec le motoriste mais la firme française n'est pas intéressée par la motorisation d'une troisième équipe, Renault fournissant déjà Williams F1 Team et Benetton Formula. Prost ne peut donc pas s'engager en Formule 1 en 1996.
Pendant l'été 1996, Flavio Briatore, nouveau propriétaire de Ligier, propose à Prost de reprendre l'écurie, ce qu'il refuse. Ligier, malgré les millions de dollars apportés par Parmalat et le pilote brésilien Pedro Diniz, souffre de difficultés financières depuis le départ de Guy Ligier et l'arrivée au pouvoir de Jacques Chirac, qui a fait pression sur Gitanes, Elf Aquitaine et Loto, les principaux commanditaires de l'écurie, afin qu'elles réduisent fortement leur partenariat avec Ligier. Malgré cela, le président français, ami et admirateur du quadruple champion du monde, milite pour le maintien d'une écurie française en Formule 1 et convainc Prost de racheter Ligier.
Prost rachète Ligier à Briatore en février 1997, à Genève, pour douze millions de dollars et rebaptise l'équipe Prost Grand Prix. Le Français obtient, en plus d'un contrat d'exclusivité de cinq ans avec le motoriste Peugeot qui équipera l'écurie de moteurs gratuits à compter de la saison 1998, le soutien du cigarettier Gitanes Blondes, ainsi qu'un partenariat d'une durée de trois ans avec la chaîne de télévision Canal+.

### Des débuts prometteurs puis la bérézina
Pour 1997, Prost Grand Prix hérite de la monoplace développée par Ligier, la Prost JS45, ainsi que du moteur Mugen-Honda. La monoplace est pilotée par le Français Olivier Panis, vainqueur du Grand Prix de Monaco 1996, et par le Japonais Shinji Nakano, protégé de Honda et ancien pilote de Formula Nippon.
Si Panis termine cinquième au Grand Prix inaugural disputé en Australie puis signe une troisième place au Brésil, Nakano stagne dans le milieu de peloton. Dès le Grand Prix de Monaco, Prost négocie avec Hirotoshi Honda, le patron de Mugen Motorsports, l'éviction du Japonais qu'il considère comme pilote d'une « voiture morte ». Alors que Panis termine sur le podium en Espagne, Nakano conserve son volant au sein de l'écurie et marque un point au Grand Prix du Canada tandis que son coéquipier est victime d'un accident qui l'oblige à s'éloigner des circuits pendant sept courses.
Panis, blessé, est remplacé par l'Italien Jarno Trulli qui obtient une quatrième place en Allemagne et mène quarante tours du Grand Prix d'Autriche avant d'abandonner. Olivier Panis retrouve son baquet lors du Grand Prix suivant et marque le dernier point de la saison pour Prost Grand Prix qui termine sixième du championnat des constructeurs avec vingt-et-un points.
Pour la saison 1998, Prost Grand Prix dispose d'un moteur Peugeot Sport alors que le PDG de Peugeot, Jacques Calvet, quitte ses fonctions en octobre 1997 et est remplacé par Jean-Martin Folz, qui veut faire du championnat du monde des rallyes une priorité. Folz fait ainsi modifier le contrat liant Peugeot à Prost en le réduisant à trois ans et en rendant payante la fourniture des moteurs. Dans le même temps, l'écurie française déménage de Magny-Cours à Guyancourt.
Prost Grand Prix engage la Prost AP01, la première monoplace entièrement conçue par l'écurie. Elle est pilotée à nouveau par Olivier Panis et par Jarno Trulli qui avait impressionné Prost la saison précédente. L'AP01 se révèle peu performante et peu fiable et ses pilotes stagnent dans le fond du classement. Lors du Grand Prix de Belgique, Trulli termine sixième et marque l'unique point de la saison de l'écurie qui se classe neuvième du championnat des constructeurs.
En 1999, Prost conserve Panis et Trulli qui pilotent la Prost AP02. Le Français marque deux points, au Grand Prix du Brésil puis en Allemagne et Trulli, qui se classe lui aussi sixième en Espagne, termine deuxième sous le déluge du Nürburgring et obtient le premier podium de sa carrière.
Lors du dernier Grand Prix de la saison disputé à Suzuka, Panis, qui s'élance de la sixième position, prend la troisième place dès le départ et la conserve jusqu'au seizième tour où il abandonne sur un problème électrique. Avec neuf points marqués en 1999, Prost Grand Prix se classe septième du championnat du monde des constructeurs. Après trois ans chez Prost Grand Prix, Panis quitte l'écurie pour devenir pilote essayeur chez McLaren Racing tandis que Trulli signe chez Jordan Grand Prix pour remplacer Damon Hill qui prend sa retraite.

### Préparation de la saison 2000
Souhaitant revenir sur le devant de la scène, Alain Prost amorce de grands changements au sein de son écurie : en juin 1999, il limoge Bernard Dudot et engage l'ingénieur britannique Alan Jenkins, concepteur de la Stewart SF-3 qui a remporté le Grand Prix d'Europe 1999 et a permis à Stewart Grand Prix de terminer quatrième du championnat des constructeurs. L'équipe multiplie par quatre son personnel et dote son aérodynamicien Loïc Bigois d'un nouveau bureau d'études.
En août 1999, pour pallier les départs de Panis et Trulli, Alain Prost recrute Jean Alesi, son compatriote, ami et ancien coéquipier en 1991 chez Ferrari qui a notamment remporté le Grand Prix du Canada 1995. Son coéquipier est l'Allemand Nick Heidfeld, champion de Formule 3000 et protégé de Mercedes-Benz, qui en contre-partie devrait fournir Prost Grand Prix en moteurs à partir de 2001. Parmi les autres pilotes à prétendre au poste de second pilote aux côtés d'Alesi, il y avait le Français Stéphane Sarrazin, pilote essayeur de Prost et pilote de Formule 3000, et l'Espagnol Pedro de la Rosa, pilote chez Arrows.
Prost signe fin septembre 1999 un partenariat avec le conglomérat de luxe LVMH dans le but de commercialiser dans le monde entier une gamme de produits dérivés portant le nom d'Alain Prost ainsi qu'une prise de participation de l'ordre de 10 % de Prost Développement, la maison-mère de l'écurie. Le montant de la transaction est évalué à 100 millions de francs. À propos de la signature de ce contrat, Daniel Piette, président de LV Capital déclare : « La réputation de champion d'Alain Prost est établie dans le monde entier. Nous souhaitons associer le nom Alain Prost à notre expertise dans le développement de nos marques, à notre très bonne connaissance de la distribution et à notre réseau de distribution global afin que les produits Alain Prost connaissent un très grand succès. » Prost ajoute : « Nous avions depuis longtemps entrevu un potentiel de développement allant au-delà des courses automobiles. LV Capital nous fait bénéficier d'une expérience considérable ainsi que d'un niveau de professionnalisme qui nous permettent d'être très confiants dans la réussite de cette entreprise. » Ce contrat vise également à attirer Mercedes afin que le constructeur allemand fournisse l'écurie française en moteurs à partir de 2001.
Pour compenser les départs des commanditaires Canal+ et Alcatel, l'écurie s'allie avec le moteur de recherche Yahoo!. Ce partenariat, d'un montant de 25 millions de dollars sur trois ans, vise à internationaliser l'écurie et à pallier le départ du cigarettier Gauloises blondes, dont le contrat expire à la fin de la saison,. Tim Koogle, le président de la société américaine, déclare : « Yahoo! est une entreprise dynamique et en perpétuelle évolution, qualités qui sont aussi celles de Prost Grand Prix. Cet accord de partenariat doit nous permettre d'élargir notre image en touchant le public déjà important et encore en expansion de la F1. » À propos de l'internationalisation de l'écurie, Prost déclare qu'il est « impossible d'avoir une équipe 100 % française […] mon objectif est d'avoir une équipe française gagnante, basée en France mais elle doit être internationale […] ainsi certains sponsors ne seront pas français ».
Prost Grand Prix vise au minimum la cinquième place du championnat des constructeurs.

## Technique

### Moteur et boîte de vitesses

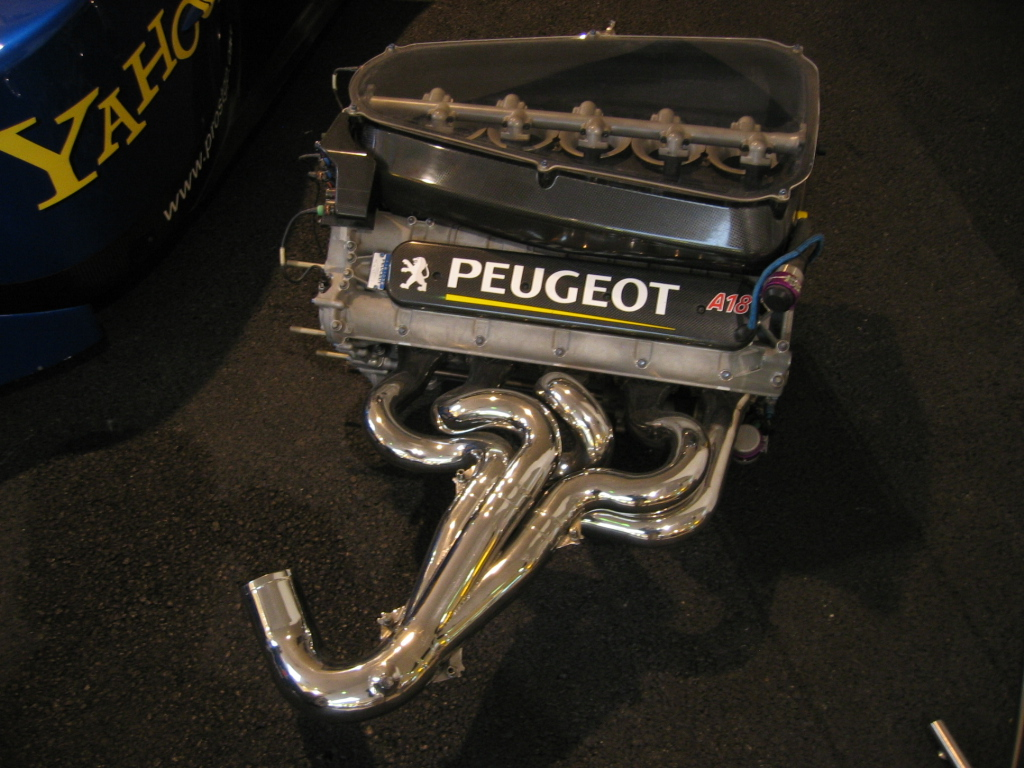
Le moteur Peugeot A18 de la Prost AP02 de 1999 est plus lourd que le nouveau moteur Peugeot A20.

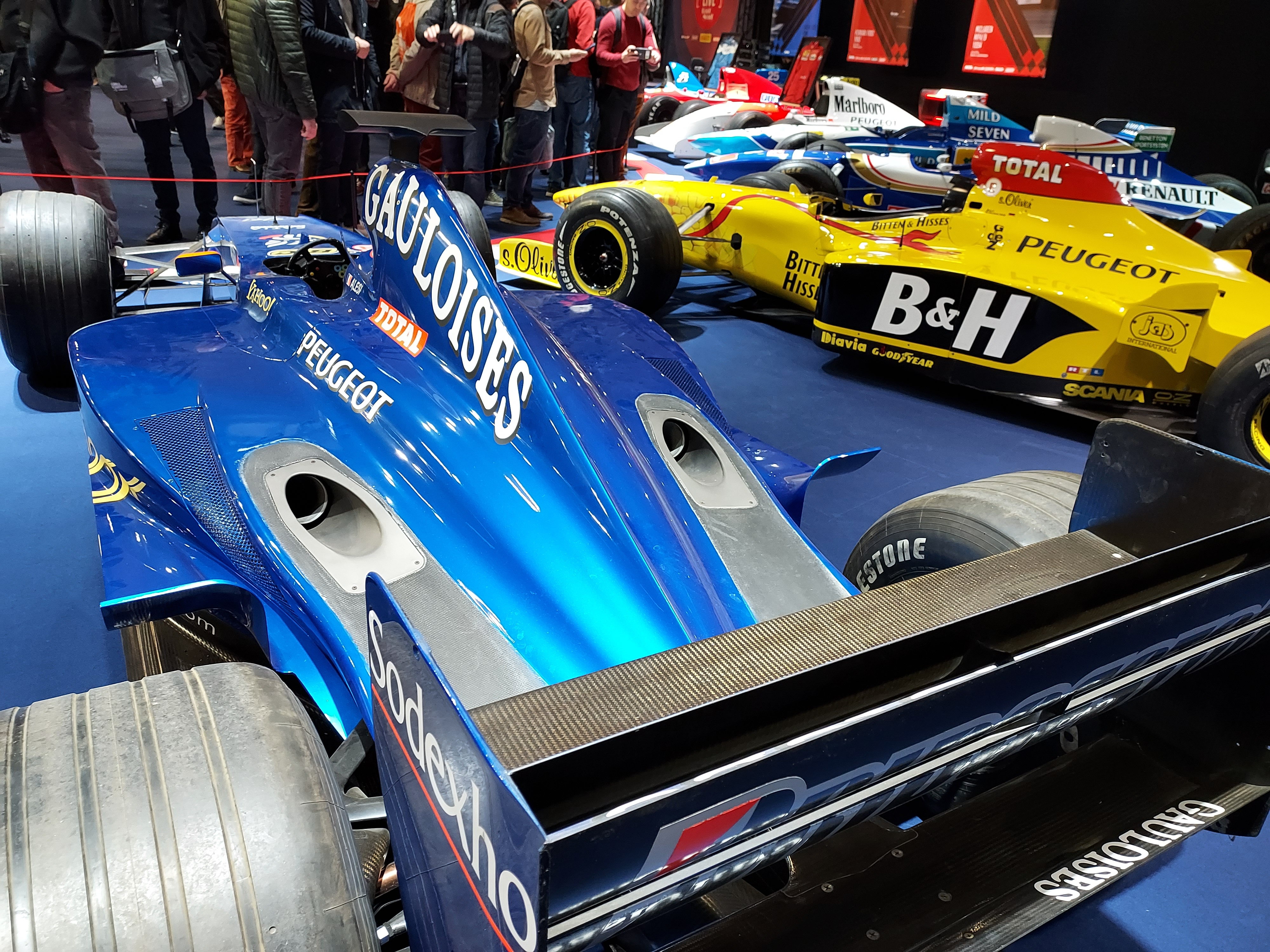
Les échappements surélevés de la Prost AP03, exposée au salon Rétromobile 2025.

La Prost AP03 est propulsée par un moteur V10 Peugeot A20 de 2 998 cm3 de cylindrée, développant 800 chevaux à 16 200 tours par minute. Il s'agit d'un des blocs les moins puissants du plateau, le moteur V10 Mercedes-Benz F0 110J développant quant à lui 815 chevaux à 17 800 tours par minute,. Avec un poids de 109 kilogrammes et des dimensions réduites, l'A20 est plus léger de 11 kilogrammes que le Peugeot A18 de l'année précédente et permet à la monoplace de disposer d'un centre de gravité abaissé.
Le moteur est équipé de quatre soupapes par cylindre à rappel pneumatique et de deux arbres à cames par rangée de cylindres. Il dispose pour la première fois d'échappements surélevés, suivant l'exemple du moteur Ferrari Tipo 048 de la saison 1999. Enfin, le réservoir souple en caoutchouc est conçu par ATL et est monté dans la coque de la monoplace.
Avant même le début de saison, Alain Prost laisse entendre que le Peugeot A20 est une déception pour l'écurie française. Les moteurs ont été livrés en retard puisque Peugeot a dû les faire remouler à la suite d'un problème de fuite de gaz dans la chambre à combustion qui a entraîné des fissurations de la culasse. L'ancien champion du monde déclare que ce moteur « n'est pas conforme à ce qui était prévu » puisqu'il ne développerait finalement que 780 chevaux et ajoute : « Actuellement, c'est très difficile à dire, car nous ne disposons pas encore de ce qui était prévu. Il y a eu incontestablement un gain important en matière d'encombrement et de poids, ce qui nous a bien aidés dans la conception et la construction de la voiture mais pour ce qui concerne la performance, il faudra attendre le premier Grand Prix européen à Imola, où devrait apparaître la première évolution substantielle avec notamment ces fameuses trompettes d'admission à hauteur variable que nous espérions avoir dès Melbourne. ».
La boîte de vitesses longitudinale semi-automatique à sept rapports est développée en interne par Prost Grand Prix et par la société X-Trac afin de mieux correspondre à la configuration du nouveau moteur avec lequel elle partage son circuit d'huile, monté à sa gauche,. Le système de refroidissement symétrique est composé de radiateurs d'eau montés de part et d'autre des pontons et l'embrayage multidisque en carbone fabriqué par AP Racing est à commande manuelle.
La gestion électronique de la monoplace est confiée à un boîtier Techniques d'Avant Garde.

### Châssis, freins et suspensions
Avec près de 3 000 nouvelles pièces l'AP03 ne reprend que quelques éléments de la Prost AP02 de l'année précédente,. Avec un empattement de 3 050 millimètres et un poids de 600 kilogrammes, le châssis monocoque en fibre de carbone est plus court et plus léger que celui de sa devancière, long de 2 340 millimètres et plus lourd de 30 kilogrammes.
Le système de freinage est conçu par Prost Grand Prix tandis que Carbone Industrie fournit les disques et plaquettes de freins. Les étriers proviennent quant à eux de AP Racing,.
Les suspensions sont constituées de triangles en carbone composite et de barres de torsion actionnées par des poussoirs en carbone. Les amortisseurs proviennent de Penske Racing. Cependant, les suspensions arrière sont mal conçues et interfèrent avec le flux d'air du diffuseur, entravant ainsi l'aérodynamique de la voiture.

## Un duo de pilotes contrasté

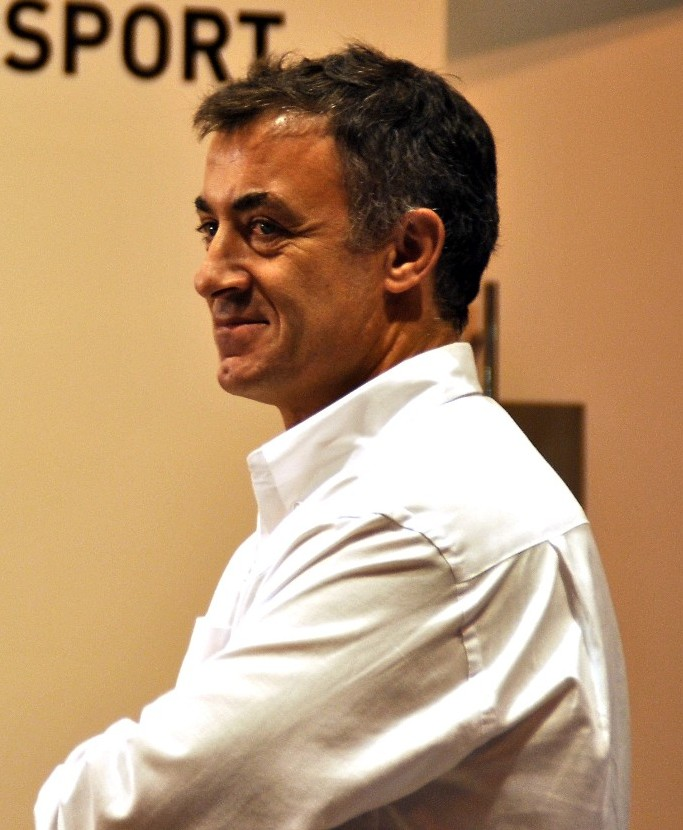
Jean Alesi (ici en 2011) retrouve chez Prost Grand Prix son ancien coéquipier chez Ferrari, Alain Prost.

Pour piloter la Prost AP03, Alain Prost renouvelle son duo de pilotes et engage lors de l'été 1999 le Français Jean Alesi et l'Allemand Nick Heidfeld. Prost décrit ses pilotes comme « un parfait mélange d'expérience et de jeunesse ».
Jean Alesi a fait ses débuts en Formule 1 en 1989 lors du Grand Prix de France, au sein de l'écurie Tyrrell Racing. Protégé d'Eddie Jordan qui lui a permis de remporter le titre de champion de Formule 3000 cette même année, Alesi marque les esprits en terminant quatrième lors de sa première course. Il obtient son premier podium au Grand Prix des États-Unis 1990 où il finit deuxième. En 1990, il quitte Tyrrell pour la Scuderia Ferrari où il est le coéquipier de Prost. Malgré quelques podiums, Alesi ne brille pas, faute à une écurie en pleine reconstruction et doit attendre le Grand Prix du Canada 1995 pour remporter son unique victoire dans la discipline. En 1996 et 1997, Alesi pilote pour Benetton Formula et signe en 1996 sa meilleure saison en Formule 1 en terminant quatrième du championnat avec 47 points. En 1998, il rejoint Sauber où il évolue dans le milieu de classement. Il signe son dernier podium au Grand Prix de Belgique 1998 alors qu'il s'est élancé de la dixième place. L'année suivante, l'Avignonnais ne marque que deux points durant saison.

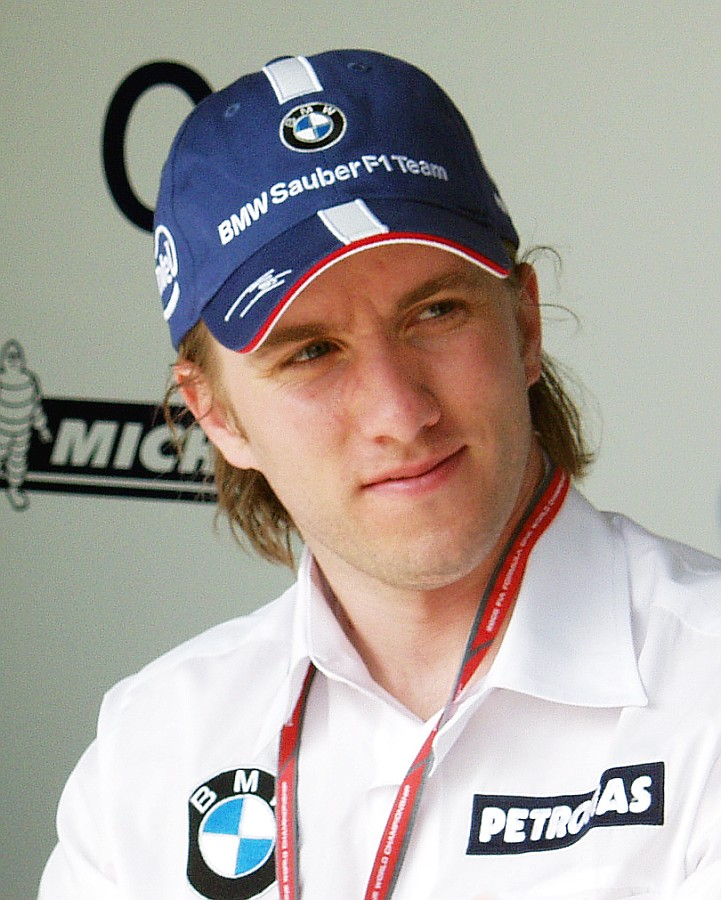
Nick Heidfeld (ici en 2006) effectue chez Prost Grand Prix sa première saison en Formule 1.

En paraphant son contrat chez Prost Grand Prix, Alesi déclare : « Je suis très heureux d'arriver chez Prost Grand Prix juste au moment où l'écurie commence à être compétitive. »
La seconde monoplace est confiée à Nick Heidfeld qui effectue sa première saison en Formule 1. L'Allemand a débuté en sport mécanique en karting en 1988 et remporté de nombreux titres dans son pays natal. En 1994, il participe au championnat d'Allemagne de Formule Ford qu'il remporte en gagnant huit des neuf courses de la saison. L'année suivante, il remporte le championnat international de Formule Ford, ce qui lui ouvre les portes du championnat d'Allemagne de Formule 3 en 1996, où il remporte trois courses avant d'être titré en 1997. McLaren Racing lui offre quelques séances d'essais en Formule 1 en 1998 alors qu'il participe au Championnat international de Formule 3000 1998 au sein de l'écurie West Competition. Avec trois victoires, il termine vice-champion derrière Juan Pablo Montoya. Heidfeld remporte le Championnat international de Formule 3000 1999 avec quatre courses et Mercedes-Benz lui confie un volant pour les 24 Heures du Mans où il abandonne.
Lorsqu'il signe pour Prost Grand Prix, Nick Heidfeld déclare : « Je suis très fier de faire des débuts en Formule 1 avec une équipe comme Prost Peugeot. J'ai vraiment hâte de travailler avec Alain Prost, un des pilotes les plus talentueux au monde et avec un coéquipier expérimenté comme Jean Alesi de qui je vais apprendre beaucoup. Je ferai de mon mieux pour satisfaire les attentes de l'équipe. »

## Présentation et essais de développement
Après un bref déverminage fin janvier sur le circuit de Nevers Magny-Cours, l'AP03 est présentée au public le 1er février 2000 à midi sur le circuit de Catalogne à Barcelone en Espagne en présence de trois cents invités. La présentation est retransmise en direct par Yahoo! sur le site internet de l'écurie.
L'écurie assure que la Prost AP03 est bien plus qu'une simple évolution de sa devancière et que chaque élément mécanique et aérodynamique a fait l'objet d'améliorations approfondies. La combinaison du moteur et de la boîte de vitesses est un des principaux atouts de la voiture qui a nécessité une étroite collaboration entre Peugeot Sport et l'écurie. Alain Prost ne tarit pas d'éloges envers ses pilotes : « Nos deux pilotes se complètent mutuellement. Jean apporte une expérience et une motivation remarquables et Nick est un pilote talentueux dont nous attendons des résultats impressionnants cette année. Avec Stéphane Sarrazin que nous avons conservé en tant que pilote d'essai, nous avons une équipe solide, capable de donner un haut niveau de performance. »
Le quadruple champion du monde de Formule 1 a de grandes ambitions pour cette saison puisqu'il annonce que l'écurie peut prendre la troisième ou quatrième place du championnat du monde des constructeurs. Il ajoute que la monoplace conçue avec l'aide de l'ingénieur britannique Alan Jenkins ressemble à deux voitures de la saison précédente, la McLaren MP4-14 et la Stewart SF-3 conçue par Jenkins.
L'écurie reste à Barcelone jusqu'au 4 février pour entamer les essais de pré-saison. Le 2 février, Jean Alesi prend part à une séance d'essais où il est confronté aux pilotes Benetton Formula : Alexander Wurz teste la Benetton B200 et Giancarlo Fisichella tourne sur la Benetton B199 de la saison précédente. Le Français réalise sa meilleure performance en 1 min 26 s 99 alors que ses concurrents sont de une à trois secondes plus rapides. Alesi ne boucle que six tours, sa voiture étant victime d'un problème de suspension arrière et l'écurie retourne à Guyancourt pour remédier à ces problèmes,.
Prost Grand Prix revient à Barcelone le 9 février. Nick Heidfeld fait ses premiers tours de roues en tests de pré-saison et réalise le dernier temps de la journée en 1 min 24 s 66, à près de trois secondes du meilleur temps signé par l'Allemand Heinz-Harald Frentzen. Le lendemain, Heidfeld boucle son meilleur temps au tour en 1 min 25 s 86, loin derrière les autres pilotes en lice. Le 11 février, le pilote allemand effectue son meilleur tour en 1 min 22 s 99 avant d'endommager la voiture, ce qui entrave fortement la séance de son coéquipier Jean Alesi qui réalise son meilleur temps en 1 min 25 s 86 après avoir fait quatorze tours, tandis que son coéquipier a réalisé soixante-quatorze tours en trois jours,.

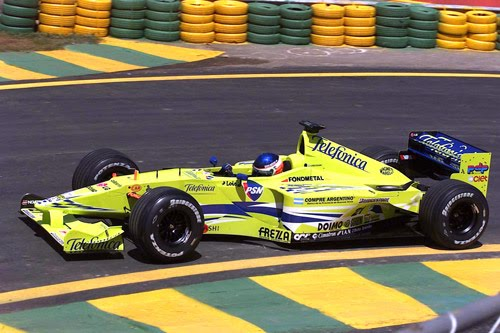
Les observateurs de la F1 pensent que la Prost AP03 ne pourra rivaliser qu'avec la Scuderia Minardi cette saison.

La semaine suivante, Jean Alesi pilote durant trois jours et réalise le dernier temps des essais le 17 et le 19, et l'avant-dernier le 18 février. Nick Heidfeld réalise son meilleur temps en 1 min 23 s 27, juste devant le pilote Minardi Gastón Mazzacane alors qu'Alesi, qui doit pourtant rouler le 20 février, ne parvient pas à effectuer un tour chronométré en raison de problèmes électriques qui ont endommagé sa boîte de vitesses,, ce qui contraint l'écurie à mettre un terme à son programme de tests deux jours avant la fin de la période d'essais privés à Barcelone. John Walton déclare : « Nous sommes arrivés à Barcelone avec un programme de développement complet que nous n'avons pu faire aboutir à cause de problèmes électroniques continuels. Nous sommes déçus mais d'autant plus résolus à trouver l'origine du problème. Actuellement, nos équipes d'ingénieurs en électronique travaillent conjointement avec les ingénieurs de Peugeot et de TAG pour apporter des solutions et nous permettre de remettre le plus rapidement possible nos deux voitures en piste,. »
Du 23 au 25 février, l'écurie française poursuit son programme d'essais sur le circuit de Jerez. Jean Alesi, qui participe aux deux premières journées, réalise son meilleur temps en 1 min 26 s 986, le seizième et dernier temps de toute la période d'essais sur ce circuit. Son coéquipier, qui prend part à la dernière journée d'essais, signe le onzième temps en 1 min 24 s 399. Lors de ces trois journées d'essais, Prost Grand Prix boucle un total de 162 tours et résout la plupart de ses problèmes électriques. John Walton déclare : « Nous sommes très satisfaits. La voiture est plus fiable et progresse aussi en termes de performances. Nous sommes particulièrement heureux de sa performance en configuration course. Cependant, nous avons encore beaucoup de travail devant nous pour arriver là où nous devrions être mais l'équipe et les pilotes sont très optimistes. » En revanche, Nick Heidfeld s'inquiète toujours des performances et des problèmes électriques de la voiture : « Nous ne pouvons pas aller à Melbourne comme ça. Nous avons toujours le même problème avec l'électronique. Il semble que nous avons décidé de supporter cela. Nous devons travailler dessus mais je ne connais pas la voiture. Nous avons besoin de plus de temps. Je n'ai aucune idée de comment la voiture se comporte à grande vitesse ou dans les virages lents. Cela me préoccupe beaucoup parce que nous avons seulement quelques jours d'essais devant nous. »
Pour terminer son programme d'essais, Prost Grand Prix se rend à Silverstone les 29 février et 1er mars. Nick Heidfeld, lors de la première journée, ne boucle pas le moindre tour et cale à la sortie de son stand. Le lendemain, il effectue trente-deux tours et réalise son meilleur temps en 1 min 29 s 045, à près de trois secondes du meilleur temps de la session de Jenson Button sur Williams F1 Team,. À l'issue de cette période d'essais, Heidfeld se montre plus optimiste : « La voiture était vraiment bien aujourd'hui. Nous ne sommes pas encore au niveau de performance où nous devrions être mais nous allons dans la bonne direction. Maintenant, je suis vraiment impatient d'être au premier Grand Prix de la saison 2000 et à ma première course de Formule 1 ! »
Avant le premier Grand Prix de la saison, Alain Prost s'en prend à son motoriste, Peugeot Sport, déclarant que les problèmes électriques étaient dus aux moteurs qui ont été livrés à l'écurie en retard.
L'ingénieur en chef de Peugeot, Jean-Pierre Boudy, explique les problèmes rencontrés par le moteur Peugeot A20 et déclare : « Nous avons été confrontés à deux problèmes majeurs. Tout d'abord un problème d'étanchéité qui a abouti à une fuite de gaz entre la chambre de combustion et le carter inférieur. Nous avons dû modifier le moulage du bloc. Ensuite, des problèmes liés à la qualité de fabrication du bloc. La fragilité de celui-ci nous a retardés en termes de mise au point et pour assurer la fiabilité. Ce problème de qualité des blocs-cylindres a été résolu il y a deux semaines, ce qui fait que nous avons maintenant des blocs impeccables. »
Jean-Pierre Boudy annonce également que le programme du moteur ayant pris du retard, le bloc Peugeot A20 ne sera pas équipé de trompettes d'admission variable qui permettent d'étendre l'exploitation des grandes vitesses mais qu'elles seront disponibles à partir du Grand Prix de Saint-Marin. L'ingénieur en chef de Peugeot déclare qu'une évolution du moteur sera disponible à partir du Grand Prix de France et permettra à l'A20 de développer 800 chevaux lors des séances de qualifications, puis en course,.

## La Prost AP03 en course

### Un début de saison entravé par les problèmes de fiabilité

#### Débuts mitigés en Australie

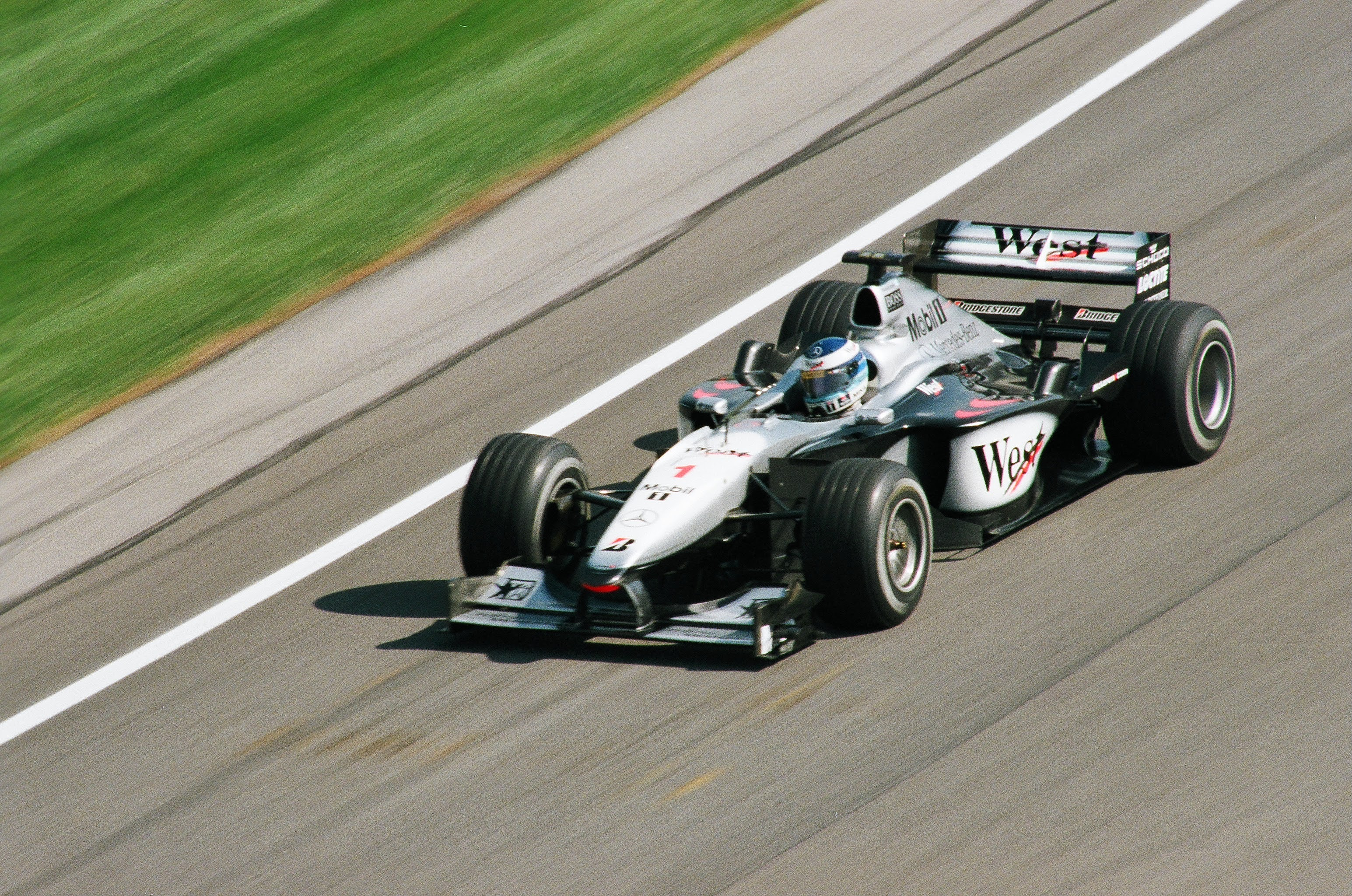
En Australie, la Prost AP03 tourne environ deux secondes et demie moins vite au tour que la McLaren MP4/15, l'une des meilleures monoplaces du plateau.

L'écurie française se rend en Australie pour le premier Grand Prix de la saison avec un sentiment de confiance mitigé. Lors des essais libres du vendredi, Jean Alesi réalise le vingt-et-unième temps de la session en 1 min 35 s 615 après avoir réalisé dix-huit tours tandis que Nick Heidfeld, qui en a bouclé vingt-trois, signe le dernier chrono de la séance en 1 min 35 s 977. L'Allemand, qui n'a bouclé que sept tours lors de la séance du matin, est victime de problèmes de freins et s'est plaint de l'instabilité et de la nervosité de la voiture lors de la session de l'après-midi.
Les essais libres du samedi matin sont plus favorables : si Nick Heidfeld détient toujours le dernier temps de la séance en 1 min 33 s 826, Jean Alesi remonte au dix-neuvième rang en 1 min 33 s 287, dominant la BAR de Ricardo Zonta et la Williams de Jenson Button.
Lors des essais qualificatifs du samedi après-midi, Alesi réalise le dix-septième temps en 1 min 33 s 197, à deux secondes et demie de Mika Häkkinen, détenteur de la pole position, alors que Heidfeld se qualifie en quinzième position avec un temps en 1 min 33 s 024.
Avant la course, le Français est victime d'un problème électro-hydraulique et doit prendre le départ de la course depuis les stands, avec la voiture de réserve préparée pour son coéquipier. En course, s'il atteint la douzième place au dix-neuvième tour, Alesi abandonne huit boucles plus tard à la suite d'une fuite du système hydraulique de sa monoplace,.
Nick Heidfeld prend quant à lui un mauvais départ et se retrouve dix-huitième après le premier tour après une collision avec le pilote Minardi Gastón Mazzacane dans le premier virage,. Il reste en queue de peloton jusqu'au drapeau à damier qu'il franchit en dixième et dernière position avant d'obtenir la neuvième place sur tapis vert à la suite de la disqualification du pilote Sauber Mika Salo, arrivé sixième, pour aileron non conforme à la réglementation,.
Après cette première épreuve, l'écurie partage un sentiment mitigé : lors de la course, Heidfeld, victime de problèmes de freins, a dû rentrer aux stands mais lors de son passage, son équipe n'était pas prête à le recevoir en raison d'un problème de communication par radio. Alain Prost est « relativement satisfait » de la neuvième place de l'Allemand même s'il reste « beaucoup de problèmes à résoudre » tandis que Corrado Provera, le directeur sportif de Peugeot Sport, se dit totalement motivé à travailler pour « résoudre les problèmes de fiabilité » à la suite de la performance de Heidfeld.

#### Accidents pour Alesi et problèmes mécaniques au Brésil
L'écurie se rend sur le circuit de Silverstone pour effectuer deux jours d'essais avec Jean Alesi afin de mettre à l'épreuve la fiabilité des différents composants de l'AP03. Le Français boucle 80 tours et réalise son meilleur temps en 1 min 26 s 673. John Walton déclare : « Il est clair que nous avons beaucoup de travail devant nous, particulièrement sur le plan de l'électronique, pour rendre la voiture plus fiable encore. Sur cette séance, nous avons fait de légers progrès en termes de performance, que nous n'avons malheureusement pas encore été en mesure de confirmer en raison des problèmes que nous rencontrons par ailleurs. Cette séance nous aura permis d'augmenter encore notre expérience sur la piste et nous progressons dans notre connaissance de la voiture. » Alan Jenkins, le concepteur de l'AP03, explique quant à lui que cette session a permis à l'équipe de « travailler sur les besoins immédiats pour le Brésil et d'évaluer l'amélioration du moteur prévue pour le Grand Prix d'Imola ». Cependant, l'ingénieur britannique est préoccupé par les problèmes électroniques qui ont entravé la deuxième journée d'essais à Silverstone et annonce également l'introduction de nouvelles pièces aérodynamiques et mécaniques pour Interlagos.
Fort de ces deux journées d'essais, Prost Grand Prix se rend au Grand Prix du Brésil avec l'espoir de mieux faire que lors du Grand Prix précédent. Lors des essais libres du vendredi, Jean Alesi effectue trente-neuf tours et réalise le sixième temps en 1 min 17 s 469, à une seconde et demie de la McLaren de Mika Häkkinen, alors que Nick Heidfeld n'en a bouclé que dix-neuf et se contente du dernier temps de la journée en 1 min 20 s 364. Le pilote allemand, qui a utilisé la voiture-mulet lors de la séance du matin, a été contraint de changer son moteur après avoir bouclé sept tours et a connu des problèmes mécaniques au niveau de la boîte de vitesses lors de la séance de l'après-midi. Heidfeld s'est dit « déçu » et a ajouté qu'il n'a pu ni « travailler sur les réglages de la voiture, ni apprendre véritablement le circuit », qu'il découvre pour la première fois.
Les essais libres du samedi matin sont moins cléments pour Jean Alesi qui doit se contenter du seizième temps en 1 min 16 s 457, allongeant de sept dixièmes son retard sur Häkkinen, alors que son coéquipier, en 1 min 16 s 863, décroche le dix-neuvième temps de la matinée.
Lors des qualifications du samedi après-midi, Jean Alesi réalise le quinzième temps en 1 min 15 s 715. Pendant cette séance, Alesi percute un panneau publicitaire à l'entrée du S de Senna, ce qui cause l'arrêt de la session de qualifications sur drapeau rouge. Le Français, qui a changé de moteur pour cette séance, s'est montré déçu de cette performance même s'il déclare qu'il est « très content du travail » accompli avec la voiture depuis le début du week-end. Nick Heidfeld se qualifie quant à lui en dix-neuvième position avec un temps de 1 min 17 s 112. Le novice allemand a utilisé la voiture de réserve pour cette séance car sa monoplace souffrait d'un problème d'embrayage à la suite du changement de moteur effectué le matin même.
Le lendemain, lors du warm-up, Alesi perd son aileron arrière et est victime d'un accident. En course, il remonte progressivement dans le classement et atteint la neuvième place au onzième tour où il abandonne sur problème électrique,. Après cette contre-performance, le Français, convaincu du potentiel de l'AP03, déclare : « C'est vraiment regrettable parce que cette place ne représentait pas ce dont nous sommes capables. À Silverstone, la semaine dernière nous avions fait de bons essais et ici nous n'avons rien pu concrétiser à cause de soucis de fiabilité. Ceci dit, je ne suis pas inquiet, j'ai montré dans ce début de course que j'avais les moyens de me battre avec cette voiture et de remonter jusqu'à la neuvième place. L'équipe a vraiment bien travaillé ce week-end et je suis sûr que nous allons progresser encore nettement. »
Nick Heidfeld n'est pas plus chanceux et abandonne au dixième tour alors qu'il est dix-septième. Frustré, il déclare : « Pendant le début de la course, j'étais plutôt content de la voiture qui se comportait beaucoup mieux qu'en qualification. Mon départ n'a pas été excellent — au moins, je n'ai pas perdu de place — mais très vite dans le premier tour, j'ai réussi à dépasser plusieurs voitures et à suivre le rythme de mes prédécesseurs. Nous avions prévu une stratégie à un seul arrêt et je me sentais donc très confiant même si la voiture, assez nerveuse de l'arrière, restait un peu difficile à conduire. Malheureusement ma course s'est terminée prématurément sur une panne moteur dans mon dixième tour. »
Alain Prost déclare « qu'il était vraiment dommage de manquer à ce point de fiabilité alors que le potentiel est très visiblement là ». Quant à Corrado Provera, il souligne qu'« un gros progrès a été accompli en matière de performances globales de la voiture. Mais nous manquons encore de fiabilité, notamment dans le domaine du moteur et de l'électronique. Nous le regrettons d'autant plus que toute l'équipe a travaillé durement et que Jean Alesi a réalisé un début de course flamboyant. »

#### Problèmes hydrauliques à Saint-Marin
L'écurie française se rend à nouveau à Silverstone pour deux jours de tests avec Jean Alesi afin d'améliorer l'équilibre général de la voiture et d'éliminer les problèmes récurrents de fiabilité. Lors de la première journée, le Français boucle trente-quatre tours et réalise son meilleur temps en 1 min 28 s 931. Le lendemain, l'écurie teste l'évolution du moteur Peugeot A20 équipé de trompettes d'admission à hauteur variable. Bien que le nouveau bloc ait été victime d'une fuite d'eau tandis que la monoplace a souffert de problèmes électroniques, Alesi fait à nouveau trente-quatre tours et réalise son meilleur temps en 1 min 28 s 062. De son côté, Nick Heidfeld effectue le premier roulage du châssis no 4 de l'AP03 sur le circuit de Catalogne.
Peu avant le Grand Prix de Saint-Marin, Alain Prost annonce qu'il est en pourparlers avec Mercedes-Benz dans l'optique d'une fourniture en moteurs pour la saison 2001. En revanche, l'écurie McLaren Racing, sous contrat d'exclusivité avec le motoriste allemand, semble réticente à cette nouvelle alliance. De plus, des rumeurs révèlent également que l'écurie française est en discussion avec Ferrari et Renault.
À Saint-Marin, lors des essais libres du vendredi, Jean Alesi et Nick Heidfeld, qui ont effectué des relais avec une lourde charge de carburant, réalisent chacun vingt-six tours et se classent respectivement quatorzième et dix-huitième de la séance, Alesi réalisant son meilleur temps en 1 min 28 s 950 et Heidfeld en 1 min 29 s 113. Bien que le pilote allemand n'ait pas pu courir le matin en raison d'un problème de pression d'huile, Alain Prost est confiant et espère avoir au moins une voiture dans le top dix.
Durant les essais libres du samedi, Alesi est relégué au seizième rang en 1 min 27 s 195 alors que Heidfeld obtient le dix-neuvième temps de la séance en 1 min 27 s 474.
Lors des qualifications, si Alesi réalise le quinzième temps de la séance en 1 min 26 s 824, Heidfeld doit se contenter du vingt-deuxième et dernier temps en 1 min 28 s 361, à plus de trois secondes et six dixièmes de la pole position d'Häkkinen.
En course, comme la voiture de Heidfeld ne parvient pas à démarrer lors du tour de parade, l'écurie choisit de la réparer, ce qui conduit son pilote à prendre le départ depuis les stands. Cette réparation étant illégale, Heidfeld écope d'une pénalité. L'Allemand abandonne finalement au vingt-deuxième tour à la suite d'une panne hydraulique. Jean Alesi lutte quant à lui contre Pedro de la Rosa, sur Arrows, qu'il double au dixième tour pour prendre la treizième place. Après son arrêt aux stands au vingtième tour, le Français se retrouve seizième puis abandonne cinq tours plus tard sur panne hydraulique,.
Après la troisième manche de la saison, Prost Grand Prix se rend une nouvelle fois à Silverstone pour trois jours afin de régler les problèmes de la voiture. Ces journées d'essais ne s'avèrent pas concluantes puisque l'AP03 ne boucle que trente tours. Le directeur sportif John Walton déclare à ce propos : « Nous n'avons pas été en mesure de valider une seule des nouvelles parties que nous avions prévu de tester pour améliorer notre performance et régler nos problèmes de fiabilité. Ce test était juste inconcluant. »

#### Problèmes de moteurs à répétition à Silverstone
L'écurie reste à Silverstone pour y disputer le Grand Prix de Grande-Bretagne. Selon Jean Alesi, l'objectif est seulement de terminer la course. Lors des séances d'essais libres du vendredi, le Français réalise le dix-septième temps en 1 min 30 s 656, à près de trois secondes du meilleur temps du pilote Jordan Heinz-Harald Frentzen. Alesi se dit déçu par les performances du moteur et se plaint d'une voiture « pas compétitive », qui ne pouvait plus « retourner en première vitesse. » Nick Heidfeld, classé dix-huitième en 1 min 31 s 006, est lui aussi mécontent du moteur et se plaint des conditions météorologiques changeantes du circuit.
Nick Heidfeld améliore sa prestation lors des essais libres du samedi matin avec un douzième temps en 1 min 35 s 130, à moins de deux secondes d'Häkkinen alors que Jean Alesi obtient le seizième temps de la séance en 1 min 35 s 858.
Lors de la séance de qualifications du samedi après-midi, Jean Alesi réalise le quinzième temps en 1 min 27 s 559. Le Français, qui a changé de moteur à cause d'un problème survenu le matin, aurait souhaité obtenir une meilleure position sur la grille mais dit que sa voiture se comportait de mieux en mieux au fur et à mesure que la piste s'asséchait. Nick Heidfeld se qualifie en dix-septième position avec un temps en 1 min 27 s 806. L'Allemand a utilisé une voiture-mulet pour cette séance, sa monoplace habituelle n'étant pas prête pour disputer cette session. Après deux tours, son moteur a explosé, ce qui l'a empêché de réaliser un meilleur temps.
En course, Jean Alesi prend un bon départ et se retrouve treizième dès la fin du premier tour. Il effectue une course en milieu de peloton et prend la dixième place de l'épreuve, à un tour du vainqueur David Coulthard. Satisfait de sa course, il déclare : « je suis heureux car pour [nous], terminer la course est un résultat ! Maintenant nous allons regarder les points positifs et négatifs du week-end et continuer notre travail. J'ai roulé tout au long de la course avec une voiture qui n'était certainement pas parfaite et qui glissait un peu à l'arrière, mais au moins elle a couru toute la course et pour nous c'est une première. Au vu de notre début de saison, nous avons franchit un pas en avant aujourd'hui ».
Nick Heidfeld prend quant à lui un mauvais départ et dégringole en vingtième position, juste derrière les pilotes Minardi. L'Allemand stagne en queue de peloton tout au long de la course et atteint son meilleur classement en course au vingt-troisième tour, en quatorzième place, devançant alors Alesi pendant deux tours. Finalement, il abandonne au cinquante-et-unième tour à la suite d'une chute de pression d'huile.
Alain Prost est satisfait de cette course et pense que son écurie va « maintenant dans la bonne direction ». Corrado Provera est lui satisfait de l'évolution du moteur Peugeot et déclare que ce « Grand Prix de Grande-Bretagne est encourageant ».

#### Entre rumeurs et frustrations à Barcelone
Peu après le Grand Prix de Grande-Bretagne, des rumeurs circulent quant à l'avenir de Peugeot en Formule 1. En effet, le motoriste français, engagé avec Prost Grand Prix depuis la saison 1998, arrive en fin de contrat à la fin de l'année et souhaiterait se recentrer sur son activité en championnat du monde des rallyes où il a plus de succès. Ainsi, Peugeot vendrait son programme moteur à des entreprises utilisant des moteurs clients afin de récupérer une partie de l'argent investi en Formule 1 : Supertec, fournisseur de moteurs Renault, Sauber-Petronas, utilisateur de moteurs Ferrari et Fondmetal, fournisseur de moteurs Ford-Cosworth pour Minardi, sont intéressés par la vente de ce programme. D'un autre côté, le constructeur français serait en mesure de racheter Prost Grand Prix. À propos de ces rumeurs, Corrado Provera, le directeur sportif de Peugeot, déclare : « Tout ce que je veux dire, c'est que tout est possible à l'heure actuelle, y compris notre départ, ou notre maintien, ou l'achat d'une écurie. Tout peut arriver. »
Une semaine avant le Grand Prix d'Espagne, Prost Grand Prix effectue une série de tests sur le circuit de Catalogne. L'écurie réussit à suivre un programme technique cohérent : Nick Heidfeld réalise 1 000 kilomètres en quatre jours tandis que Jean Alesi couvre 650 kilomètres sur trois jours. Le directeur sportif annonce que les problèmes de fiabilité sont désormais résolus et que l'équipe va maintenant pouvoir se concentrer sur la performance pure de la voiture. Il ajoute également que des changements aérodynamiques sur l'aileron avant, des modifications du plancher et de l'huile du système moteur, testé à Barcelone, seront introduits pour le Grand Prix d'Espagne. Ces évolutions devront permettre à la Prost AP03 d'avoir un meilleur équilibre général et une meilleure stabilité en freinage.
Lors des essais libres du vendredi du Grand Prix d'Espagne, Jean Alesi signe le dixième temps en 1 min 23 s 582, à une seconde et six dixièmes du meilleur temps du pilote Ferrari Michael Schumacher tandis que Nick Heidfeld est victime d'une fuite de carburant qui l'empêche de faire un bon temps : il obtient le dix-huitième temps de la séance en 1 min 24 s 582, à une seconde de son coéquipier,.
Alesi ne conserve pas sa place dans le top dix lors des essais du samedi : à une seconde et sept dixièmes de Schumacher, le Français, avec un temps en 1 min 22 s 815, est relégué au dix-septième rang alors que Heidfeld est juste devant lui avec cinq millièmes d'avance.
Lors de la séance de qualifications, Alesi se qualifie en dix-huitième position avec un temps en 1 min 22 s 894. Le Français, frustré après sa bonne performance de la veille, n'a pas pu réaliser un bon temps en raison des conditions climatiques du circuit et d'un problème hydraulique survenu en fin de séance. Heidfeld signe le vingtième temps en 1 min 23 s 033. Aussi déçu que son coéquipier, il déclare : « Après deux sorties j'ai eu un problème de moteur, et j'ai juste eu le temps de revenir aux stands. L'équipe a commencé à préparer la voiture de réserve, qui a été mis en place pour Jean, mais nous n'avons pas pu tout changer. Malheureusement, Jean avait aussi un problème, mais nous étions à seulement cinq minutes de la fin, et nous avons décidé que je garderais la voiture de réserve pour une dernière sortie : dans ces conditions, je n'ai pas pu améliorer mon temps. »
Peu après la séance de qualifications, le pilote Arrows Pedro de la Rosa, qualifié en neuvième position, est relégué à la vingt-deuxième et dernière place en raison d'une essence non conforme. Alesi et Heidfeld se retrouvent alors respectivement en dix-septième et dix-neuvième position.
En course, Jean Alesi abandonne au deuxième tour à la suite d'un accrochage avec de la Rosa alors qu'il était dix-septième. Le Français annonce : « Pedro a essayé de me dépasser dans un endroit où personne n'a jamais réussi à passer devant. Je n'ai compris ce qui se passait, j'ai senti un grand choc sur le côté de ma voiture et je me suis trouvé dans le gravier. » De son côté, Nick Heidfeld dispute une course anonyme en fond de peloton avec les pilotes de la Scuderia Minardi et termine seizième à trois tours du vainqueur Mika Häkkinen.
Durant le week-end de Grand Prix, on apprend que Toyota Motorsport, alors en préparation pour un engagement en Formule 1 en 2002, serait intéressé par le rachat du programme moteur de Peugeot, dont l'avenir dans la discipline semble de moins en moins fortuite. Toutefois, la firme japonaise qui ne souhaite pas voir son nom lié au motoriste français pourrait rebadger ces moteurs sous le nom de Yamaha, dont elle détient quelques parts. Ainsi, Toyota, par le biais de Yamaha, pourrait fournir en moteurs d'autres écuries, notamment Minardi pour la saison 2001. Toutefois, Yamaha dément toute négociation avec l'écurie italienne.

### De légers progrès malgré les difficultés

#### Heidfeld disqualifié du Grand Prix d'Europe
Prost Grand Prix effectue ensuite une séance de tests de trois jours avec Nick Heidfeld sur le circuit de Nevers Magny-Cours, afin d'améliorer le développement du moteur et de l'aérodynamique. Le premier jour, l'Allemand fête son anniversaire en bouclant vingt-huit tours sous la pluie, avec un meilleur temps en 1 min 20 s 22. Le lendemain, Heidfeld poursuit les tests et effectue quarante-neuf tours et réalise son meilleur tour en 1 min 19 s 92 dans des conditions climatiques venteuses. Lors du dernier jour d'essais, Nick Heidfeld améliore son meilleur temps de deux centièmes mais sa monoplace, qui bénéficie pour cette séance de nouvelles pièces améliorant son équilibre général, est victime de problèmes moteur et de boîte de vitesses. Sur ces trois journées d'essais, Nick Heidfeld a bouclé 120 tours.

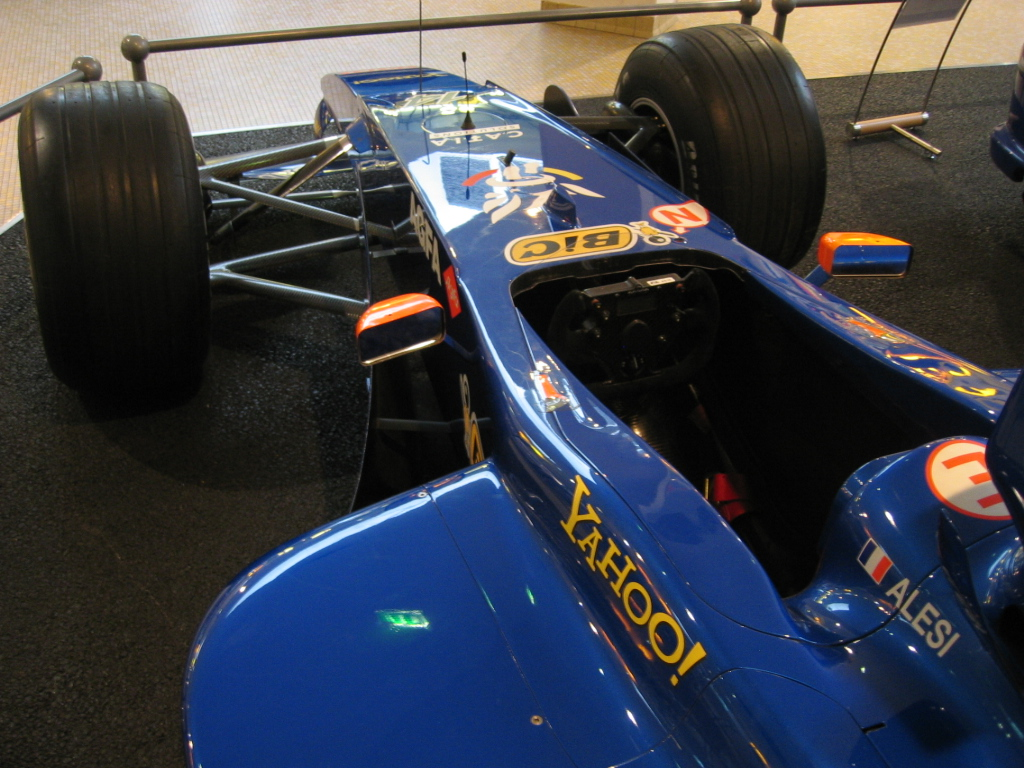
Un problème de volant dans les stands fera écoper un stop-and-go à Jean Alesi au Nürburgring.

Forte de cette séance d'essais, l'écurie française prend part au Grand Prix d'Europe, disputé sur le Nürburgring. Lors des essais libres du vendredi, Jean Alesi obtient le dix-huitième temps de la séance en 1 min 21 s 422. Malgré ce résultat, le Français semble confiant pour le reste du week-end de course : « Pour moi, c'était une bonne journée d'essais et j'ai pu essayer beaucoup de choses différentes au cours des deux séances libres. Maintenant, je dois travailler avec mes ingénieurs pour préparer demain et améliorer encore la voiture. » Nick Heidfeld, qui porte un nouveau casque à l'occasion de son premier Grand Prix à domicile, réalise le neuvième temps de la journée en 1 min 20 s 751, à neuf dixièmes du meilleur temps du pilote Williams F1 Team Jenson Button. À la suite de cette séance, il déclare : « Je suis évidemment très heureux de cette neuvième position, qui est mon meilleur résultat depuis le début de la saison. Nous avons fait de grands progrès de la première à la seconde session, en modifiant certaines pièces mécaniques qui ont amélioré considérablement la voiture. Malheureusement, ce n'est que vendredi, mais j'espère que je vais faire aussi bien demain. »
Le lendemain, lors des essais libres, Alesi réalise le quinzième temps de la séance en 1 min 19 s 894 alors que Heidfeld est classé juste devant lui en 1 min 19 s 833. Les deux pilotes sont à une seconde et trois dixièmes du meilleur temps de Michael Schumacher.
Lors de la séance de qualifications, Jean Alesi est l'auteur du dix-huitième temps, en 1 min 19 s 651. Le Français pilote la voiture de réserve en raison d'un problème électronique ayant endommagé la boîte de vitesses de sa monoplace. Si son coéquipier se qualifie en treizième position en 1 min 19 s 147, lors de la pesée des monoplaces à l'issue de la séance qualificative, sa Prost AP03 affiche un poids de 598 kilogrammes au lieu des 600 minimum, conformément à la réglementation, l'obligeant ainsi à s'élancer depuis la dernière place sur la grille de départ,. Peu après, un communiqué de la Fédération internationale de l'automobile annonce que Heidfeld n'est pas autorisé à prendre le départ de la course. Le principal intéressé se dit très triste de cette décision, d'autant que cette treizième place était sa meilleure qualification à ce jour. Alain Prost atteste que cette disqualification incombe totalement à l'équipe qui ne fera pas appel de cette décision : « C'était notre propre erreur, une erreur stupide et nous devons en assumer la responsabilité. Il n'y a rien d'autre que nous pouvons faire. C'était une grave erreur de notre part et nous sommes très désolés de ce qui s'est passé. »
En course, Jean Alesi, seul représentant de Prost Grand Prix, prend le départ du Grand Prix d'Europe sous la pluie. Le Français, élancé depuis la dix-septième place à la suite de l'exclusion de son coéquipier, prend un bon départ et se retrouve quatorzième à la fin du premier tour. Il remonte progressivement et profite des arrêts aux stands de ses concurrents pour se hisser à la sixième place au quinzième tour, synonyme d'entrée dans les points. Alesi s'arrête deux boucles plus tard et se retrouve treizième. Il stagne ensuite dans le milieu de classement et termine en neuvième position.

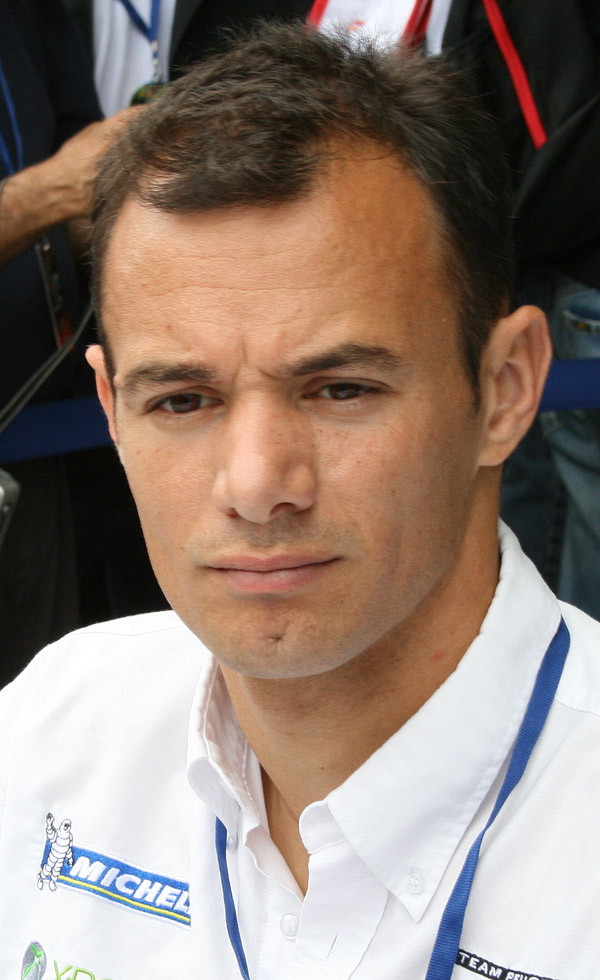
Stéphane Sarrazin (ici en 2007), pilote essayeur de Prost, n’effectue ses premiers essais pour l'écurie qu'en mai.

À l'issue du Grand Prix, Alesi est déçu de sa performance, étant persuadé de pouvoir marquer des points : « C'est vraiment le genre de course où vous devez prendre beaucoup de risques dans des conditions extrêmes. Je suis très déçu de ne pas avoir pu obtenir un meilleur résultat ici, même si c'était très difficile de faire mieux compte tenu de tous les incidents que nous avons eus pendant la course ». Alain Prost commente les arrêts aux stands de son pilote car deux d'entre eux n'étaient pas prévus : « La course a été disputée dans des conditions difficiles pour tout le monde et un premier arrêt au stand a été effectué très tôt pour monter les pneus pluie. Jean fait une bonne course, mais après un bon arrêt ravitaillement, il s'est plaint d'un problème avec les changements de vitesses. Donc il a été contraint à effectuer un premier arrêt imprévu. En raison d'un problème avec le volant, il n'a pas respecté la limite de vitesse dans les stands, qui lui a coûté une pénalité de dix secondes et un quatrième arrêt. Il était d'autant plus regrettable que sa voiture a bien fonctionné et s'est améliorée dans la dernière partie de la course. » Corrado Provera est quant à lui satisfait du moteur Peugeot A20, qui selon lui, a atteint un bon niveau de fiabilité.
Pendant le week-end de course, Norbert Haug, le patron de Mercedes-Benz Motorsport annonce que le constructeur allemand ne fournira pas Prost Grand Prix en moteurs lors de la saison 2001 de Formule 1. Haug indique qu'une seconde fourniture en moteurs en plus de celle de McLaren « n'a jamais été à l'ordre du jour qu'il n'y a aucune chance d'avoir un partenariat avec Prost la saison prochaine ». Il annonce également qu'Ilmor, la société qui fabrique les moteurs Mercedes, n'a pas la capacité de fournir des moteurs supplémentaires pour le moment. Mario Ilien, le patron d'Ilmor, estime que sa société a besoin de six mois pour être en mesure de fournir une deuxième écurie et que Prost pourrait néanmoins conclure un accord avec Mercedes-Benz dans le but de tester un moteur de nouvelle génération pour McLaren dans l'optique de la saison 2001, ce qui déboucherait sur un partenariat châssis-moteur entre Prost et le constructeur allemand en 2002. Entre-temps, l'écurie française disposerait d'un moteur Supertec ou Mugen pour 2001.
En parallèle, Peugeot Sport annonce qu'elle prendra décision quant à son avenir en Formule 1 lors du Grand Prix de France, disputé le 2 juillet à Magny-Cours. Des rumeurs circulent sur le fait que le motoriste français pourrait vendre son programme moteur au consortium asiatique Asian Motor Technics, détenu par la famille Morita, propriétaire notamment de Sony. De plus, Toyota Motorsport souhaite toujours racheter le programme moteur de Peugeot ainsi que la Scuderia Minardi pour préparer le retour de Yamaha Corporation en Formule 1. Enfin, Mitsubishi, un constructeur automobile japonais récemment racheté par Daimler Chrysler, semble également intéressé par le programme moteur du constructeur français.
La semaine suivant le Grand Prix d'Europe, Prost Grand Prix se rend sur le circuit de Silverstone pendant trois jours pour préparer la prochaine manche du championnat, disputé à Monaco. Lors des deux premières journées, le pilote d'essai de l'écurie, le Français Stéphane Sarrazin, pilote la monoplace. Ce dernier, qui conduit l'AP03 pour la toute première fois, boucle douze tours lors de la première journée sous la pluie et trente tours le lendemain sur une piste sèche, réalisant son meilleur temps en 1 min 29 s 2. Lors de la dernière journée d'essais, Jean Alesi prend le relais et réalise quarante-trois tours, réalisant son meilleur tour en 1 min 27 s 873. Lors de ces tests, John Walton déclare que ces essais ont été positifs et les que les résultats sont constructifs et intéressants. Il ajoute que la monoplace a fait de nouveaux progrès aérodynamiques.

#### Espoirs et désillusion à Monaco, Jenkins limogé
L'écurie française se rend ensuite à Monaco disputer la septième manche du championnat. Lors des essais libres du jeudi, Alesi réalise le septième temps de la séance en 1 min 22 s 708. Le Français se dit très heureux à l'issue des essais et souhaite s'« améliorer en qualifications pour la course dans laquelle la position sur la grille est déterminante ». Nick Heidfeld décroche le vingt-et-unième temps en 1 min 25 s 462, à plus de deux secondes et demie de son coéquipier. L'Allemand, qui a changé de voiture au cours de la journée, a été victime d'un accident dans le virage de la Rascasse, obligeant l'écurie à réparer la monoplace pour les qualifications du samedi.
Lors des essais libres du samedi, Alesi conserve sa septième place avec un temps en 1 min 21 s 072, avec un retard de six dixièmes sur le meilleur temps du pilote McLaren David Coulthard. Si Heidfeld améliore son temps du jeudi, avec un meilleur tour en 1 min 23 s 631, il n'obtient que le vingtième temps de la matinée, à quelques dixièmes des pilotes Minardi.
Lors des qualifications, Jean Alesi obtient la septième place sur la grille avec un temps de 1 min 20 s 494, la meilleure qualification de Prost Grand Prix de la saison. Avant la séance, l'équipe est contrainte de changer tous les rapports de boîte de vitesses de la monoplace du Français en raison d'un problème survenu le matin mais peu après le début des essais qualificatifs, un problème d'alternateur oblige Alesi à utiliser la voiture de réserve : « Au début de cette séance qualificative, lorsque Jean est monté dans la voiture de rechange, nous avons vraiment craint que tout le travail soit perdu, tout ce que nous avons fait dans ces derniers mois et en particulier ce week-end. Heureusement, nous avons très bien réagi, la voiture de réserve était prête et Jean a réalisé un tour tout à fait fantastique » déclare Alain Prost. Nick Heidfeld est moins chanceux et se qualifie en dix-huitième position avec un temps de 1 min 22 s 017. Le novice allemand explique sa contre-performance du fait qu'un commissaire de course l'a aidé à pousser sa voiture en dehors du circuit lors de la séance d'essais du samedi matin. Cette aide extérieure l'a contraint à abandonner la séance ce qui l'a empêché de trouver les bons réglages pour sa monoplace.
En course, une collision dans le virage du Grand Hôtel entre le pilote Williams F1 Team Jenson Button et le pilote Arrows Pedro de la Rosa entraîne le blocage de neuf voitures, dont celle de Heidfeld. Les commissaires de course interrompent la course sur drapeau rouge le temps d'évacuer les monoplaces avec les grues et un nouveau départ est donné. Heidfeld repart avec la voiture de réserve préparée pour Alesi et se retrouve en vingt-et-unième et dernière position à la fin du premier tour tandis que Jean Alesi conserve sa septième place jusqu'au vingt-neuvième tour, où il abandonne sur un problème de transmission. À partir de la mi-course, Heidfeld remonte dans le classement et profite des nombreux abandons pour franchir la ligne d'arrivée en huitième position, la meilleure performance de Prost depuis le début de la saison.
Malgré cette huitième place, l'écurie est déçue car Alesi termine hors des points. Le Français commente sa prestation en course : « Après un très bon week-end, plein d'espoir, le résultat d'aujourd'hui est une grosse déception. La voiture était tout simplement fantastique depuis le début et, après les départs successifs, je roulais dans une parfaite maîtrise des voitures derrière moi. Je gardais un bon rythme en attendant le moment idéal pour commencer l'attaque, quand tout à coup, ma transmission a cassé et j'ai dû abandonner. Je crois que les trois départs que nous avons eus dans cette course auraient quelque chose à voir avec cette défaillance. Ce Grand Prix reste le meilleur que nous ayons eu jusqu'à présent cette saison et je suis convaincu que les bons résultats que méritent tout le monde dans l'équipe et nos supporters ne sont pas très loin ». Nick Heidfeld se dit très heureux de terminer la course après des essais libres et des qualifications qui se sont très mal passés. Alain Prost estime qu'après tout le travail réalisé lors du week-end, l'écurie « aurait mérité de terminer dans les points ». L'ancien champion du monde reste néanmoins optimiste et est persuadé que ce Grand Prix de Monaco est « un nouveau départ pour l'équipe ».
En coulisses, les relations entre Alain Prost et Alan Jenkins, l'ingénieur en chef de l'écurie, se sont dégradées au point que Jenkins ne se rend pas à Monaco pour assister au Grand Prix. Si l'écurie déclare que l'ingénieur britannique fait toujours partie de l'équipe avant l'épreuve monégasque, quelques jours avant celle-ci, un communiqué de l'écurie annonce qu'Alain Prost a remercié Jenkins, précisant que ce dernier n’avait pas démissionné, ni été licencié. Cependant, après le Grand Prix de Monaco, le divorce entre l'ingénieur britannique et l'écurie française est officialisé, brisant ainsi un contrat de trois ans signé en juin 1999. Dans un communiqué, Prost Grand Prix annonce : « Les deux parties regrettent de devoir prendre cette décision, mais sont décidées à faire en sorte qu'elle n'affecte pas les excellentes relations personnelles entretenues par Alan Jenkins et Alain Prost. » Jenkins est remplacé par le designer Jean-Paul Gousset, présent au sein de l'écurie depuis 1999,.
De plus, des rumeurs circulent sur la probable vente de Prost Grand Prix. Si certains observateurs prétendent que l'écurie française sera rachetée par Peugeot, Alain Prost ne semble aucunement intéressé par cette proposition.
Afin de préparer le Grand Prix du Canada, l'écurie française se rend sur le circuit de Monza pendant deux jours. La première journée, Nick Heidfeld, essayant différentes cartographies moteur, de nouvelles pièces aérodynamiques et un nouvel équilibre général de l'AP03, boucle quarante-neuf tours sous la pluie réalisant un meilleur temps en 1 min 27 s 7. Le lendemain, Jean Alesi, testant, en plus des nouveaux réglages déjà expérimentés par son coéquipier, un nouveau système de freins et de trompettes, effectue sur une piste sèche cinquante-neuf tours et boucle son meilleur tour en 1 h 27 min 355 s. Lors de ces deux journées, les deux pilotes ont roulé avec une importante charge de carburant et ont testé plusieurs configurations aérodynamiques en vue des prochains Grands Prix de la saison. Si l'écurie n'est pas totalement satisfaite des résultats du programme aérodynamique, elle estime avoir réalisé de gros progrès en matière de fiabilité.

### Un milieu de saison chaotique

#### Baisse de niveau au Canada
En confiance après les progrès effectués à Monaco, Prost Grand Prix se rend au Grand Prix du Canada dans l'optique de progresser encore. Lors des essais libres du vendredi, Alesi s'empare du onzième temps en 1 min 22 s 026, à une seconde et quatre dixièmes du temps de David Coulthard. Le Français, victime d'un léger problème hydraulique en matinée, est satisfait de cette session d'essais mais avoue avoir souffert d'un manque de traction et se dit inquiet par rapport au moteur. Il n'est également pas satisfait du compromis réalisé entre la maniabilité de la monoplace et la puissance du moteur pour ce Grand Prix. Nick Heidfeld réalise le dernier temps de la séance en 1 min 23 s 543, à six dixièmes du pilote Williams F1 Team Ralf Schumacher, vingt-et-unième. L'Allemand, qui découvre le circuit pour la première fois, subit un accident pendant un tour rapide lors de la séance du matin et endommage fortement sa monoplace, qui doit être réparée pour l'après-midi.
La journée du samedi est très difficile pour Prost Grand Prix : le matin, Heidfeld est victime d'une casse moteur et endommage à nouveau sa monoplace en escaladant un vibreur, ce qui nécessite vingt-cinq minutes de réparations, le contraignant à détenir le dix-huitième temps de la séance d'essais libres en 1 min 20 s 486. Les mésaventures du pilote allemand se paient en qualifications où il ne décroche que le vingt-et-unième temps de la séance en 1 min 21 s 680. En effet, Heidfeld est contraint d'utiliser la voiture de réserve pour cette séance mais elle se comporte très différemment par rapport à sa propre monoplace malgré les réglages apportés. Alesi, quinzième en 1 min 20 s 021 lors des essais de la matinée, signe le dix-septième temps en 1 min 20 s 512,. Le Français se montre très déçu de son résultat, d'autant qu'il est victime d'une casse moteur lors de son troisième relais.
En course, Nick Heidfeld effectue un très bon départ et se retrouve dix-huitième à la fin du premier tour tandis qu'Alesi se hisse en quinzième position. L'Allemand est alors en lutte contre le pilote Williams F1 Team Jenson Button qui tente de le doubler. Le Britannique y parvient au trente-troisième tour, lors de l'arrêt aux stands de Heidfeld qui abandonne au tour suivant à la suite de la casse de son moteur,. Au trente-cinquième tour, Alesi, alors neuvième, s'arrête aux stands mais cale au redémarrage. Il repart dix-huitième derrière le pilote Minardi Gastón Mazzacane qu'il dépasse au trente-huitième tour, où il abandonne sur une chute de pression hydraulique.
À l'issue de la course, Alain Prost déclare que : « Le week-end confirme les progrès considérables réalisés par l'équipe en ce qui concerne le maniement de la voiture mais aussi le fait que nous devions certainement trouver une meilleure fiabilité afin de transformer cette amélioration en un résultat. Aujourd'hui encore, cela nous a coûté cher ». Alesi, qui a abandonné à cause d'un problème hydraulique, déclare : « J'ai eu un bon départ et tout allait bien, le rythme était bon jusqu'à ce que la pression hydraulique a chuté soudainement, juste après mon arrêt aux stands. Nous devons savoir exactement ce qui s'est passé afin que cela n'arrive pas à nouveau. »
Peu après la manche canadienne, Prost Grand Prix annonce que son écurie pourrait utiliser des moteurs Mugen-Honda à compter 2001. Le motoriste nippon, actuellement sous contrat avec l'écurie Jordan Grand Prix, avait déjà permis à l'équipe française de signer deux podiums en 1997 avec Olivier Panis,. Alain Prost ajoute être en discussion avec la Scuderia Ferrari et le motoriste Supertec qui utilise des blocs Renault.

#### Le clash Prost - Peugeot de Magny-Cours
L'écurie se rend ensuite sur le circuit de Nevers Magny-Cours pour disputer le Grand Prix de France. Pour cette épreuve, le moteur Peugeot A20 dispose d'une nouvelle amélioration permettant d'atteindre les 800 chevaux, rendant la monoplace plus rapide et plus facile à conduire, selon Nick Heidfeld. En effet, lors des séances de tests officiels organisées une semaine avant le Grand Prix, Alesi déclare que lorsqu'il a réalisé son premier tour avec le nouveau moteur, son équipe l'a rappelé aux stands, pensant que la télémétrie était cassée parce que « le temps au tour était trop rapide ».
Lors des essais libres du vendredi, Heidfeld obtient le huitième temps en 1 min 18 s 125 tandis qu'Alesi réalise le douzième temps en 1 min 18 s 262. Alain Prost, qui annonce que l'écurie n'utilisera la nouvelle évolution du moteur que lors des qualifications, estime que les positions de ses pilotes sont « encore plus impressionnantes » qu'elles ne le sont.
La séance d'essais du samedi est plus difficile car Heidfeld doit se contenter du dix-huitième temps en 1 min 17 s 909 alors qu'Alesi prend le vingtième temps de la matinée en 1 min 18 s 211, à plus de deux secondes du meilleur temps de David Coulthard.
Les résultats de la séance de qualifications du lendemain ne sont pas à la hauteur des attentes de l'écurie : Heidfeld signe le seizième temps de la séance en 1 min 17 s 374. L'Allemand avoue qu'il s'attendait à une meilleure séance de qualifications et déclare que la voiture était bien équilibrée. Jean Alesi se qualifie dix-huitième avec un temps en 1 min 17 s 569. Le Français, qui a utilisé la voiture mulet en cours de séance, la sienne étant victime d'une chute de pression d'essence, déclare : « On a changé de moteur entre le matin et l'après-midi et je n'ai plus du tout reconnu ma voiture. Il y avait un problème électronique au niveau de la commande d'accélérateur. Le moteur continuait à accélérer quand je levais le pied et il avait des ratés quand je réappuyais sur la pédale. Dans ces conditions, il était impossible de contrôler convenablement la voiture, de la conduire avec précision,. »
Alesi accuse Peugeot d'avoir changé la centrale électrique TAG entre les essais de la semaine précédant le Grand Prix et la séance de qualifications. L'Avignonnais émet de plus une nouvelle critique quant à la performance du moteur Peugeot : « Si ce moteur a 792 chevaux alors les autres en ont 850 ! » Prost déclare de son côté : « Je m'attendais à plus de soutien. Nous avons fait ce projet en prétendu partenariat et ça n'en a jamais été un. » Le patron de l'écurie française ajoute également que le véritable problème du partenariat Prost-Peugeot est que « Provera crée sans cesse des problèmes politiques. »
En réponse à ces nouvelles piques de la part de l'écurie Prost Grand Prix, le personnel de Peugeot Sport fait une grève symbolique de cinq minutes pendant le début du warm-up du dimanche matin. De son côté, Corrado Provera, le directeur du département sportif de la marque au lion, déclare que l'accélérateur incriminé n'est pas une pièce sous la responsabilité de Peugeot et que pour un gain moteur de 60 chevaux, qui permet une amélioration d'un dixième au tour, il faut deux ans de travail alors qu'en augmentant juste l'appui aérodynamique de la voiture, on peut obtenir un résultat similaire. Il annonce également : « Nous sommes les seuls à fournir nos chiffres. Et si on ne les croit pas… Depuis trois ou quatre courses, l'EV3 dispose de plus de 780 chevaux. Ceux qui ne nous croient pas peuvent venir à Vélizy pour s'en convaincre. L'EV4 testé ici la semaine dernière a été mesuré, sur nos bancs, à 792 chevaux. Tant pour celui d'Alesi que pour celui de Heidfeld utilisés en qualifications. » Provera ajoute que la nouvelle évolution du moteur ne sera plus utilisée tant que son confort de conduite ne sera pas amélioré et que ses équipes travailleront à fiabiliser l'évolution du moteur utilisé avant le Grand Prix de France.
Pour la course, Alesi, très à l'aise sur une piste humide espère que la pluie tombera sur le circuit nivernais afin qu'il puisse remonter dans le classement. Au départ, Heidfeld et Alesi prennent un bon envol et se retrouvent respectivement quatorzième et quinzième à la fin du premier tour. Les coéquipiers échangent leurs positions au tour suivant. Au onzième tour, l'Allemand, en bagarre avec le pilote Benetton Formula Giancarlo Fisichella, touche Alesi qui part en tête-à-queue et se retrouve dix-huitième. Le Français remonte dans le classement mais repart en tête-à-queue en fin de course à la suite d'une bagarre avec le pilote Minardi Marc Gené. Heidfeld franchit le drapeau à damiers en douzième position et Alesi termine quatorzième. Pour l'unique fois de la saison, les deux pilotes Prost terminent la course. À la fin de la course, le Français commente : « Inutile de vous dire que je suis très déçu par les évènements de ce week-end et aussi du résultat final de la course. Nous devons maintenant retrouver notre concentration et penser à la prochaine épreuve en Autriche. »
Des rumeurs annoncent alors que Peugeot pourrait rester en Formule 1 et ne pas revendre son programme moteur comme annoncé auparavant. Le motoriste, qui serait en train d'organiser un partenariat avec la société Vivendi, pourrait racheter Prost Grand Prix et mettre ainsi Alain Prost à l'écart.

#### Incroyable collision en Autriche
Afin de préparer au mieux le Grand Prix suivant qui se déroule en Autriche, l'écurie française se rend sur le circuit italien de Vairano pour effectuer deux jours de tests aérodynamiques avec le pilote-essayeur Stéphane Sarrazin. L'ingénieur de piste en chef Vincent Gaillardo annonce que le comportement général de la voiture s'est amélioré et que la Prost AP03 disposera pour le Grand Prix d'Autriche de nouveaux échappements sur le capot moteur et une extension des fences arrière. Montrant la lenteur du développement de la voiture en raison des nombreux problèmes de fiabilité, Prost indique que la plupart des développements apportés à la monoplace pour ce Grand Prix sont prévus depuis le mois de février.
Lors des essais libres du vendredi du Grand Prix d'Autriche, disputé sur le rapide tracé du circuit de Spielberg, Alesi et Heidfeld obtiennent respectivement le onzième et le treizième temps avec des tours bouclés en 1 min 13 s 638 et 1 min 13 s 794, à une seconde et trois dixièmes du meilleur temps de David Coulthard. Le Français estime que la séance de qualifications sera « plus difficile que d'habitude sur ce circuit rapide car un dixième de seconde vaut au moins deux ou trois places sur la grille ». Heidfeld s'est lui plaint d'une piste très sale pendant la matinée et a essayé de nouveaux réglages.
Nick Heidfeld est relégué au dix-septième rang avec un meilleur temps en 1 min 12 s 698 lors des essais du samedi matin alors qu'Alesi dégringole à la vingtième place, signant sa meilleure performance en 1 min 13 s 141 malgré une lourde sortie de piste pendant la séance,.
L'après-midi, Alesi obtient le dix-septième temps des qualifications en 1 min 12 s 304 à près d'une seconde et neuf dixièmes de la pole position de Mika Häkkinen. Le Français estime que sa séance n'était pas bonne alors qu'aucun problème n'a entravé sa session. Heidfeld se qualifie en treizième position en 1 min 12 s 037. Le pilote allemand, qui a dû faire changer de boîte de vitesses le matin même, se dit content de sa prestation et espère concrétiser sa performance en course. Alain Prost est quant à lui relativement satisfait des positions de ses pilotes sur la grille, en particulier pour Nick Heidfeld dont il pense que les progrès commencent à être récompensés.
En course, Jean Alesi prend un bon départ et se retrouve quatorzième derrière son coéquipier à la fin du premier tour avant de le dépasser six boucles plus tard. Au vingt-quatrième tour, Alesi, dixième, s'arrête aux stands et se reprend la piste treizième. Quinze tours plus tard, Heidfeld, neuvième, effectue son unique ravitaillement et repart en perdant quatre places. Après cet arrêt, les deux pilotes se retrouvent roue dans roue et au quarante-deuxième tour, quand Alesi tente de doubler son coéquipier, les deux voitures s'accrochent et abandonnent.

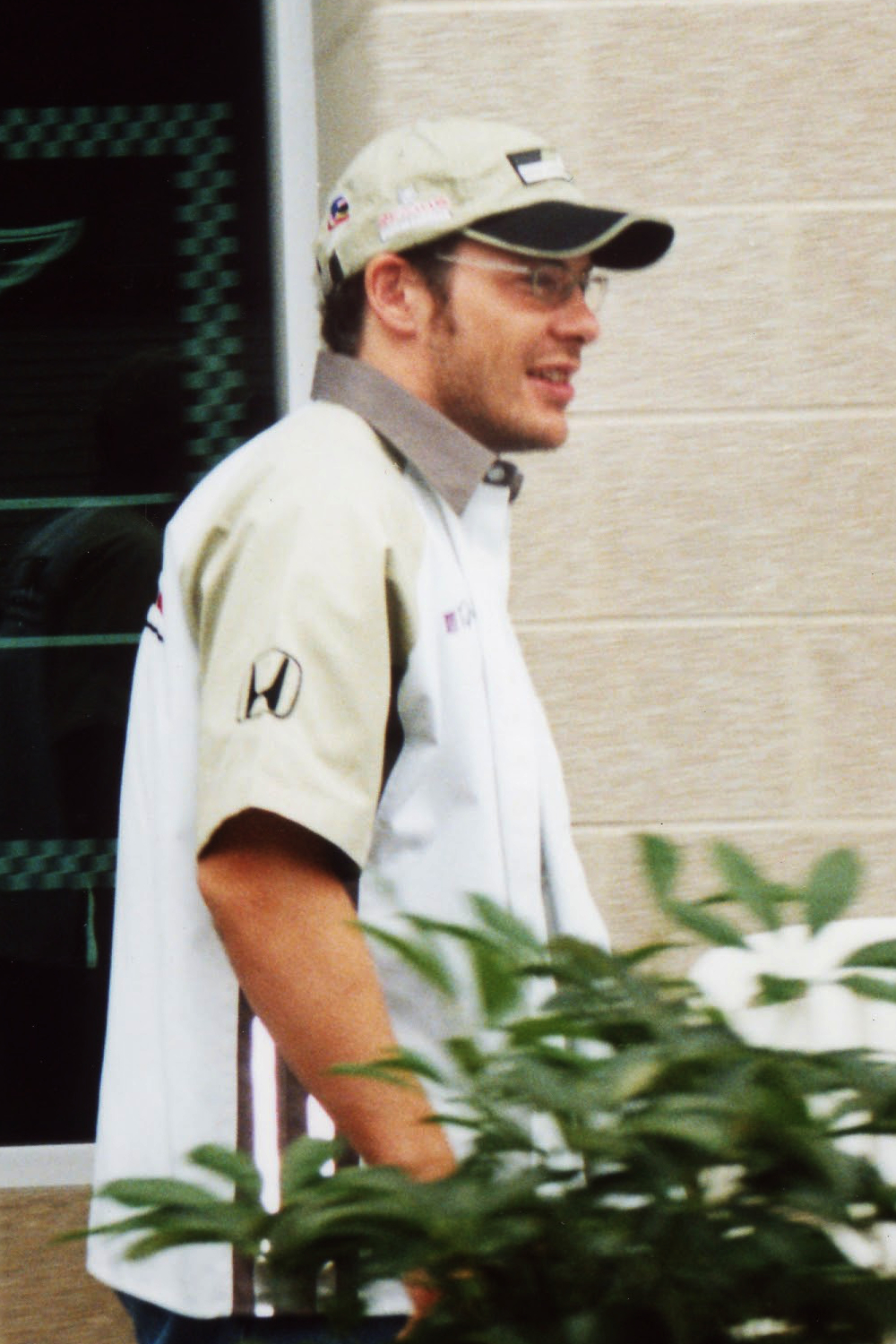
Jacques Villeneuve (ici en 2002) se montre très critique envers Nick Heidfeld à l'issue du Grand Prix d'Autriche.

Si Prost « préfère ne rien dire », Alesi déclare : « Tout ce que je peux dire, c'est que j'étais plus rapide que Nick. Je n'imaginais pas qu'il ne puisse pas me voir et encore moins qu'il ne me laisse pas le dépasser. Je suis très déçu. » Heidfeld réplique : « Après mon unique ravitaillement, Jean me suivait de très près car il était plus léger que moi en essence mais il devait s'arrêter encore une fois. Au premier virage, il m'a touché en essayant de me doubler à l'intérieur. Je l'ai vu sur la droite mais pas quand il était à côté de moi dans le virage. C'est une honte parce que j'étais bien placé et aucun de nous n'était en mesure de continuer. » Le Canadien Jacques Villeneuve, longtemps derrière Heidfeld, se montre très critique envers le pilotage du pilote allemand : « Il conduit comme en F3000 quand il envoyait tout le monde dans l'herbe. On ne peut pas accepter ça surtout de la part d'un pilote qui lutte pour la quinzième place. »
Les deux pilotes Prost sont convoqués par la direction de course pour s'expliquer quant à leur accident. Le directeur sportif John Walton, pour défendre ses pilotes, explique que Heidfeld a reçu l'ordre par radio de laisser passer Alesi, plus rapide que lui et devant effectuer un arrêt aux stands mais que la radio était défectueuse. Les commissaires de course ne prennent finalement aucune sanction contre Alesi et Heidfeld. Toutefois, les relations entre les deux équipiers se dégradent car Heidfeld prétend qu'Alesi ne voulait pas le laisser alors qu'il était une demi-seconde plus lent que lui, ce que le pilote français dément : « [Heidfeld] est un garçon impertinent et il ne devrait pas être autorisé à parler de moi comme ça. Je l'ai toujours aidé, comme il est normal de le faire entre un pilote expérimenté et un débutant. Il m'avait déjà touché au Grand Prix de France et en Autriche, il est allé plus loin. Et où a-t-il rêvé qu'il était plus rapide que moi d'une demi-seconde ? »
Les difficultés connues depuis la saison 1998 poussent Alain Prost à vendre son écurie : il cède au début du mois de juillet 10 % du capital à l'entreprise UFA-Sport, filiale de la société luxembourgeoise UFA-CTL. De plus, Prost aurait demandé à la banque Crédit suisse First Boston de superviser la vente de l'écurie estimée à 45 millions de dollars. Parmi les éventuels repreneurs, il est évoqué la candidature de Vector Motorsports, entreprise canadienne spécialisée dans la course automobile et du conglomérat canadien Onex Corporation, spécialisé entre autres dans la fabrication de produits électroniques. L'écurie française est toujours en négociations avec Mugen-Honda et Renault pour l'obtention d'un moteur pour la saison 2001. Si Alain Prost bénéficie de l'appui du président français Jacques Chirac pour signer un contrat avec Renault, les chances de finalisation restent faibles puisque Renault prépare son retour en Formule 1 pour 2002 avec le rachat de l'écurie Benetton Formula.
De son côté, Peugeot Sport annonce quitter la Formule 1 à la fin de la saison et que le contrat le liant à l'écurie Prost s'achève le 31 décembre 2000. Par ailleurs, Peugeot revend son programme moteur au consortium asiatique Asian Motor Technics, qui équipera l'écurie Arrows en 2001.

### Fin de tournée européenne marquée par les problèmes de fiabilité

#### Alesi accidenté en Allemagne
Afin de préparer le Grand Prix d'Allemagne, Prost Grand Prix se rend pendant deux jours sur le circuit du Mugello, en Italie, tester les réglages apportés sur la Prost AP03. La première journée, Nick Heidfeld réalise son meilleur temps en 1 min 28 s 946, à plus de quatre secondes de la meilleure performance de la journée du pilote Ferrari Rubens Barrichello. Le lendemain, Alesi réalise sa meilleure performance en 1 min 28 s 308.
Lors des essais libres du vendredi du Grand Prix d'Allemagne, disputé sur le rapide circuit d'Hockenheim, Jean Alesi, qui se plaint d'une voiture difficile à piloter, signe le treizième temps en 1 min 45 s 520. Nick Heidfeld, qui dispute son second Grand Prix à domicile cette saison, réalise le onzième temps de la séance en 1 min 45 s 229, malgré un problème moteur causé par un trop plein d'huile.
La session d'essais du samedi est plus délicate pour Prost Grand Prix : Alesi, victime d'une rupture de suspension lors de la première partie de la séance s'adjuge le dix-huitième temps en 1 min 44 s 515 alors que Heidfeld est dix-septième en 1 min 44 s 174, à plus de deux secondes et demie du meilleur temps du pilote McLaren Mika Häkkinen, accroissant ainsi de près d'une seconde son retard avec les meilleurs par rapport à la séance de la veille,,.
En qualifications, Nick Heidfeld obtient sous des conditions climatiques instables le treizième temps en 1 min 48 s 690. L'Allemand, qui a vu sa matinée d'essais gâchée par un problème de boîte de vitesses, se dit heureux de sa performance. Jean Alesi livre quant à lui sa pire prestation en qualifications de la saison en décrochant avec un temps en 1 min 50 s 289 la vingtième place sur la grille de départ à plus de quatre secondes du pilote McLaren David Coulthard, auteur de la pole position. Pour la course du lendemain, Alain Prost mise davantage sur la stratégie de course que sur les performances si les conditions climatiques restent similaires.
En course, Heidfeld perd au bout des trois premiers tours sa treizième place au profit du pilote Jordan Heinz-Harald Frentzen puis se retrouve seizième après avoir été dépassé par les deux pilotes Sauber. Alesi, qui parvient à se hisser en treizième place, effectue un arrêt aux stands au vingt-sixième tour. Après l'irruption d'un activiste sur le circuit, la voiture de sécurité neutralise la course pendant deux tours. Au vingt-neuvième tour, Alesi gagne une place en doublant son coéquipier et percute ensuite le pilote Sauber Pedro Diniz, entraînant l'abandon des deux pilotes et le retour de la voiture de sécurité,. Heidfeld profite des abandons successifs de ses concurrents et prend la dixième place avant d'abandonner au quarantième tour à cause d'un problème électrique mais est toutefois classé douzième pour avoir effectué plus de 90 % de la distance de course.
Le pilote allemand avoue avoir rencontré un manque de vitesses dans les lignes droites ce qui l'a empêché de dépasser. Alesi, qui a abandonné après une collision avec Pedro Diniz qu'il essayait de dépasser dans une chicane, confie que c'était un des plus graves accidents de sa vie. Alain Prost annonce de son côté que le problème électrique qui a contraint Heidfeld à abandonner est lié à une panne d'alternateur.

#### Rumeurs de rachats en Hongrie
La semaine suivante, l'écurie française se rend à Barcelone effectuer avec Nick Heidfeld et Stéphane Sarrazin des tests sur les nouvelles améliorations aérodynamiques apportées à la monoplace. Jean Alesi ne participe pas à ces journées d'essais en raison de douleurs musculaires, de vertiges, de douleurs à l'estomac et de vomissements provoqués par son accident. Le Français, après avoir subi un examen médical révélant qu'il n'a aucune fracture, indique qu'il pourrait ne pas disputer le prochain Grand Prix, en Hongrie, malgré sa volonté d'y participer,. Quelques jours avant le Grand Prix, un porte-parole de l'écurie annonce qu'Alesi disputera le Grand Prix de Hongrie mais ajoute que le pilote d'essais Stéphane Sarrazin pourrait le remplacer si ses douleurs revenaient après la première journée d'essais libres.
En coulisses, le constructeur automobile britannique Lotus Cars souhaiterait faire son retour en Formule 1 pour 2001 en rachetant une part importante de l'écurie Prost. Le patron de l'écurie française et la firme britannique seraient en discussions au sujet d'un futur partenariat. De plus, David Hunt, le frère cadet du champion du monde de Formule 1 1976 James Hunt a contacté à plusieurs reprises le Crédit suisse First Boston, la banque chargée de l'organisation de la vente de l'écurie, afin de racheter l'équipe, avec ses partenaires financiers, pour un montant de 70 millions de dollars. Jean Alesi, lié à Prost Grand Prix pour deux saisons et qui est l'objet de convoitise de la part des écuries britanniques Jaguar Racing et British American Racing, indique qu'il quittera l'équipe si Alain Prost doit renoncer à ses fonctions de patron d'écurie.
Les écuries se rendent au Hungaroring pour disputer le Grand Prix de Hongrie. Lors des essais libres du vendredi, Nick Heidfeld réalise en 1 min 20 s 803 le onzième temps de la séance, à deux secondes du meilleur temps de Coulthard. Si le pilote allemand, satisfait du travail accompli lors de cette journée, estime pouvoir mieux faire le lendemain, Jean Alesi, auteur du treizième temps en 1 min 20 s 878 est plus modéré et insiste sur le fait que « comme pour Monaco, la séance de qualification sera déterminante pour la course ».
Le lendemain, lors des essais libres du samedi, Heidfeld est relégué au vingtième rang en 1 min 20 s 682 à plus de trois secondes et deux dixièmes du meilleur temps de Michael Schumacher alors qu'Alesi signe le quatorzième temps de la séance en 1 min 19 s 951.
En qualifications, Jean Alesi obtient en 1 min 19 s 626 le quatorzième temps de la séance. Le Français, satisfait de sa position, espère que les deux monoplaces rallieront l'arrivée afin d'« obtenir un résultat ». Nick Heidfeld n'a pas réussi à trouver les bons réglages pour améliorer ses temps au tour et se résigne à piloter la voiture de réserve : il se qualifie en dix-neuvième position, en 1 min 20 s 481 à près de trois secondes de la pole position, et espère que l'équilibre de la voiture pourra être amélioré lors du warm-up d'avant-course.
Lors de la course, Alesi conserve sa quatorzième position et double son plus proche rival, le pilote Benetton Formula Giancarlo Fisichella, mais décide de rentrer aux stands à cause d'un problème de suspensions pour que ses ingénieurs réparent la pièce incriminée. L'Avignonnais voit finalement son problème s'aggraver et se retrouve dernier de la course. Il décide d'abandonner de lui-même au onzième tour et déclare : « Sur chaque tour, mon volant a commencé à pencher d'un côté, parce qu'il y avait un problème avec la suspension arrière gauche. Donc, je me suis arrêté dans les stands et mes mécaniciens ont essayé de le réparer. Mais la roue avait déjà trop changé son alignement et la voiture avait totalement perdu son équilibre. Par conséquent j'ai décidé d'arrêter, étant donné ma position dans la course à ce moment,. »
Nick Heidfeld, parti dix-neuvième, se hisse rapidement en quinzième position et talonne le pilote BAR Ricardo Zonta quand un problème électrique l'oblige à abandonner au vingt-deuxième tour,. L'Allemand explique son abandon : « La voiture était nettement meilleure que pendant toutes les séances d'essais de ce week-end, au cours de laquelle nous n'avions pas été en mesure de trouver les bons réglages. Il est difficile de dire à quel point c'était mieux parce que j'ai été retenu derrière Zonta. Rapidement, nous avons détecté un problème avec la tension de la batterie, qui a été en baisse. Pour cette raison, quand je suis arrivé pour mon premier arrêt, l'équipe m'a demandé de garder le moteur à haut régime. Mais j'ai dû baisser le régime moteur pour obtenir la première vitesse, qui était de toute évidence incompatible avec mon problème. Même si les mécaniciens ont essayé de m'aider en poussant ma voiture, j'ai dû abandonner. »
Alain Prost, qui voit les problèmes de fiabilité de ses monoplaces remonter à la surface, se dit vraiment déçu de la performance de son équipe dont il déplore qu'elle ne soit toujours pas en mesure de trouver des solutions appropriées à ces problèmes.

#### Désillusion pour Alesi en Belgique

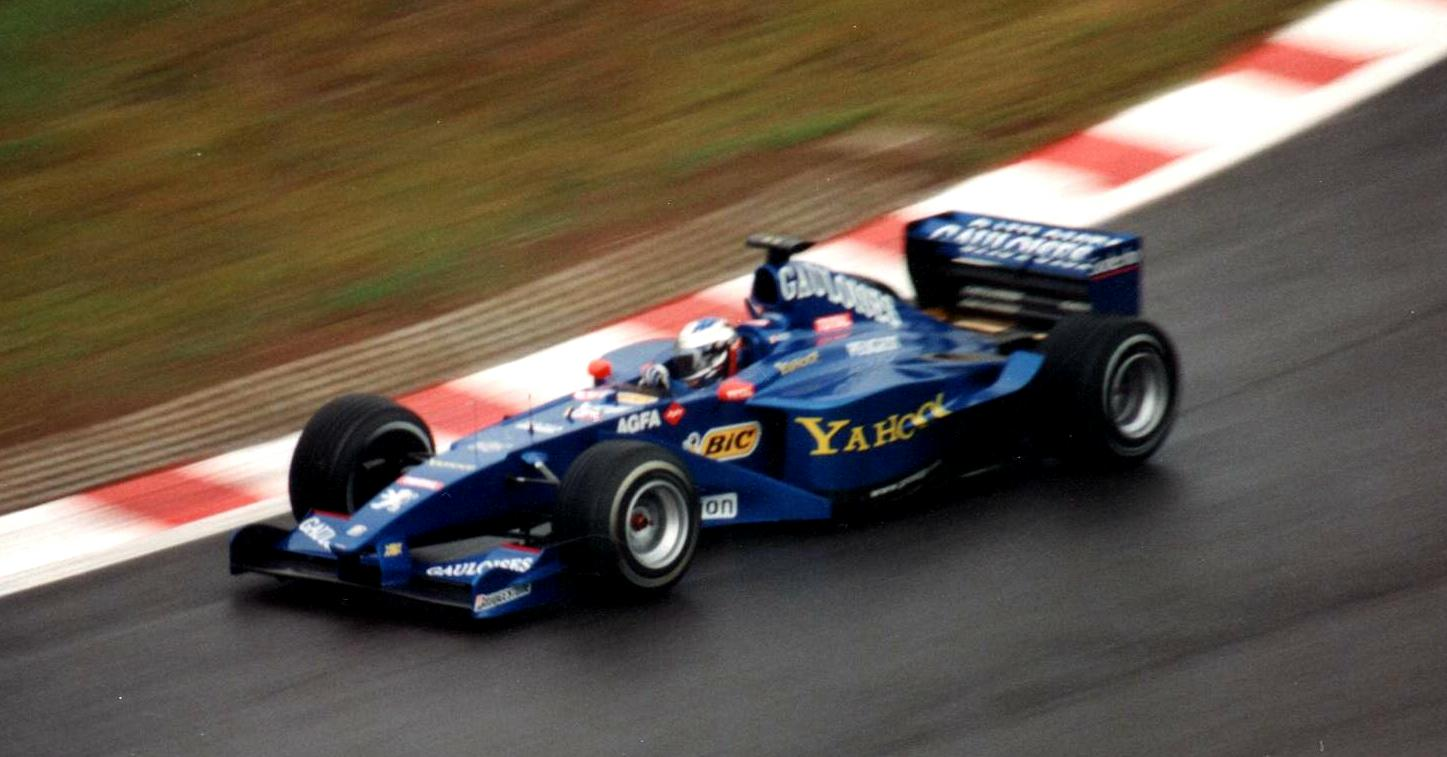
Jean Alesi lors du Grand Prix de Belgique 2000.

Malgré la saison calamiteuse de l'écurie, Jean Alesi, le doyen du plateau, admet qu'il y a un doute certain sur l'avenir de l'équipe et que la motivation est en baisse, faisant que son travail est plus difficile. Néanmoins l'Avignonnais déclare qu’il « aime courir en Formule 1 » et ne pense toujours pas à mettre un terme à sa carrière. Il déclare qu'il pourrait continuer chez Jaguar Racing si Alain Prost vendait son écurie. Nick Heidfeld, dont c'est la première saison en Formule 1, révèle qu'Alain Prost dispose sur lui d'une option qu'il doit prendre avant le Grand Prix de Belgique, la prochaine épreuve de la saison, et déclare qu'il voudrait vraiment rester dans l'équipe la saison prochaine, même si des rumeurs l'annoncent chez l'écurie suisse Sauber.
Alain Prost, qui doit pallier les départs probables des soutiens financiers du cigarettier Gauloises et de l'entreprise Bic à la fin de la saison, vend, pour 60 millions de dollars, 40 % de son écurie à la société allemande UFA, déjà détentrice de 10 % de Prost Grand Prix. L'accord permettrait à Prost de garder le contrôle sur son écurie et d'avoir un budget nécessaire pour l'acquisition d'un nouveau moteur pour 2001. En effet, Prost est en passe de signer un contrat de deux saisons d'un montant estimé à 25 millions de dollars par an avec la Scuderia Ferrari qui fournira ses moteurs vieux d'un an à l'écurie française, avec des modalités similaires de celles pratiquées avec l'écurie Sauber, qui rebadge ses moteurs sous le nom de son commanditaire principal, Petronas. Il est également annoncé que les négociations entre Prost et David Hunt, désireux de faire revenir l'écurie Team Lotus en Formule 1, n'aboutiront pas.
Afin de préparer au mieux le Grand Prix de Belgique, prochaine étape du championnat du monde, Jean Alesi réalise deux jours de tests sur l’Autodromo Nazionale di Monza, où se disputera le Grand Prix d'Italie, dernière manche européenne de la saison. Sur un circuit doté d'une nouvelle surface et où la température de l'air atteint les 36 °C, le Français, qui essaie de nouveaux réglages censés améliorer l'équilibre de la voiture, boucle 117 tours sur deux jours, réalisant son meilleur temps en 1 min 28 s 56. Si ces deux journées d'essais se déroulent sans problème, Alesi est tout de même victime de deux pannes moteur.
Les essais libres du vendredi du Grand Prix de Belgique sont difficiles pour les pilotes Prost : Jean Alesi et Nick Heidfeld signent respectivement en 1 min 56 s 508 et en 1 min 56 s 857 les vingt-et-unième et vingt-deuxième temps de la séance, relégués ainsi à plus de trois secondes des meilleurs. Alesi explique sa contre-performance par un problème de pompe à carburant et Heidfeld accuse un manque d'équilibre de sa voiture et se plaint que celle-ci est très difficile à piloter sur le circuit de Spa-Francorchamps. Les deux pilotes sont unanimes sur le fait que la Prost AP03 n'est pas compétitive.
Le lendemain, lors des essais, Alesi remonte au onzième rang en 1 min 52 s 830 en gagnant près de trois secondes et huit dixièmes sur sa performance de la veille alors que Heidfeld se hisse en treizième position en 1 min 53 s 278.
En qualifications, Jean Alesi doit se contenter du dix-septième temps de la séance en 1 min 53 s 309. Le Français, qui souffre d'un fort survirage, rate à plusieurs reprises son freinage dans la chicane de l'arrêt de bus. Prost espérait mieux d'Alesi : en effet, lors des essais effectués le samedi matin, doté des mêmes réglages que lors des qualifications il avait signé le huitième temps de la première partie de cette séance,. Le patron de l'écurie avoue que la vitesse de pointe de ses monoplaces sur ce circuit n'est « vraiment pas très élevé ». Nick Heidfeld, qui se dit très satisfait de sa performance, signe le quatorzième temps des qualifications en 1 min 53 s 193, laissant une avance de plus de deux secondes et demie à Mika Häkkinen, détenteur de la pole position,.
Le départ et les deux premiers tours de la course s'effectuent sous le régime de la voiture de sécurité à la demande de la majorité des pilotes qui estiment que la piste est trop humide pour s'élancer normalement. Nick Heidfeld conserve sa quatorzième place durant quatre tours puis s'arrête remplacer ses pneus pluie pour des pneus slicks,. Relégué dans le fond de peloton, il abandonne au douzième tour à la suite d'un problème de boîte de vitesses. Jean Alesi, parti de la dix-septième position, remonte dans le classement et passe de la quatorzième à la huitième place au septième tour. Il profite des arrêts aux stands de ses concurrents pour se hisser à la quatrième place deux boucles plus tard, position qu'il conserve pendant dix tours avant d'effectuer un arrêt aux stands. Relégué au dixième rang, il parvient à rentrer une nouvelle fois dans les points avant d'abandonner au trente-deuxième tour à cause d'un problème de pression d'essence,.
Malgré son abandon, Alesi est très satisfait de sa course : « Bien sûr, le résultat n'était pas là à la fin car j'ai du abandonner en raison d'un problème de pression d'essence causée par une rupture du système de carburant. Mais ce qui est important dans notre situation actuelle est de montrer combien je suis prêt à apporter un bon résultat pour l'équipe. Il y a encore quatre courses à disputer. Si nous nous appliquons tous, je suis sûr que nous pouvons faire un bon résultat. Nous devons tous travailler et y croire. Au moins, j'espère que cette course a apporté un peu d'oxygène à l'équipe ». Nick Heidfeld explique son abandon sur problème de boîte de vitesses par l'impossibilité de passer en première vitesse, ce qui a entraîné une casse du premier pignon. La boîte de vitesses partageant son circuit d'huile avec le moteur, ce dernier a cassé. Alain Prost déplore que la fiabilité ne soit pas au rendez-vous dès qu'un de ses pilotes se bat pour les points, mais est satisfait de la prestation d'Alesi.
Lors du week-end de course, Alesi fait taire les rumeurs l’annonçant chez Jaguar Racing ou British American Racing en 2001 et déclare qu'il honorera sa deuxième année de contrat avec Prost Grand Prix si Prost reste dans l'écurie, même s'il « préférerait avoir une meilleure voiture ». En revanche, Peter Sauber annonce que Nick Heidfeld a signé un contrat de trois ans avec son écurie suisse Sauber. Le principal intéressé se dit vraiment heureux de travailler avec Sauber en 2001. Heidfeld remplacera en 2001 le Brésilien Pedro Diniz, qui fait le chemin inverse et apportera ses soutiens financiers, notamment 15 millions de dollars du laitier italien Parmalat,. Des rumeurs stipulent également que l'arrivée de Diniz chez Prost Grand Prix sera accompagnée d'un rachat partiel ou total de l'écurie par Abílio dos Santos Diniz, le père du pilote, propriétaire de la chaîne de supermarchés brésiliens Grupo Pão de Açúcar.

#### Moteurs Ferrari pour 2001 et manque de compétitivité à Monza
Afin de se préparer pour le Grand Prix d'Italie, les écuries se rendent sur le circuit de Monza pour effectuer quatre jours de tests. Le premier jour, Heidfeld réalise le treizième temps de la séance en 1 min 28 s 801, concédant près de trois secondes au meilleur temps du pilote Arrows Jos Verstappen. Le lendemain, où davantage de pilotes participent aux essais, l'Allemand, seizième, est plus lent de soixante-et-onze centièmes. La troisième journée voit Alesi remplacer Heidfeld : l'Avignonnais décroche le quatorzième temps en 1 min 28 s 277 la performance de son coéquipier. Le lendemain, il obtient le quinzième et dernier temps de la journée, en 1 min 28 s 051, concédant deux secondes et demie au meilleur temps du pilote Williams Ralf Schumacher. Alesi, qui a testé avec Heidfeld une monoplace lourdement chargée en carburant et dotée d'un faible appui aérodynamique, trouve que les modifications apportées aux chicanes du circuit italien sont « tout à fait satisfaisantes ».
Les équipes restent à Monza pour disputer le Grand Prix d'Italie, dernière manche européenne de la saison au cours de laquelle Prost s'attend à ne pas être très compétitif. Lors des essais libres du vendredi, Nick Heidfeld est l'auteur du dix-neuvième temps de la séance en 1 min 27 s 135 tandis que Jean Alesi, victime d'un problème hydraulique sur sa boîte de vitesses qui entravera sa séance de l'après-midi, est dernier de la journée en 1 min 27 s 904, à près de trois secondes des pilotes Ferrari qui ont dominé la journée,.
Lors des essais libres, le lendemain, Alesi remonte à la treizième place avec un temps en 1 min 25 s 299 alors que Heidfeld se classe quinzième en 1 min 25 s 431, revenant à près d'une seconde et demie des meilleurs temps. Les résultats de la séance de qualifications ne sont guère meilleurs : avec des temps respectifs de 1 min 25 s 558 et 1 min 25 s 625, Alesi et Heidfeld se qualifient en dix-neuvième et vingtième positions, juste devant les deux pilotes de la Scuderia Minardi et à près d'une seconde et huit dixièmes des pilotes les plus rapides. L'écurie explique ces prestations du fait que la voiture semble perdre de la performance lorsque la chaleur augmente alors que durant la matinée précédant les qualifications, la Prost AP03 était plus rapide,.
En course, un carambolage impliquant six concurrents tue un commissaire de course. Jean Alesi cale au départ et les commissaires venus pousser sa voiture mettent accidentellement au point mort sa boîte de vitesses, le contraignant à reprendre la course avec un tour de retard. Il dispute alors une course anonyme et termine douzième et dernier à trois tours du vainqueur Michael Schumacher tandis que Nick Heidfeld abandonne au quinzième tour après un tête à queue alors qu'il était neuvième,. L'Allemand explique que l'arrière de sa voiture était « plus nerveuse que d'habitude » et trouvait que son moteur était défaillant. Il a ensuite glissé sur de l'huile répandue sur la deuxième chicane, lieu du carambolage du début de course,.
Quelques jours après le Grand Prix d'Italie, Prost annonce officiellement que son écurie utilisera les moteurs Ferrari pour une période de deux ans à condition que ces derniers soient rebadgés sous le nom d'un commanditaire. Prost déclare que ce partenariat avec le motoriste « le plus compétitif et prestigieux de la Formule 1 » lui permettra de mettre en place son programme pour la saison 2001. Alain Prost annonce regretter d'avoir lié son écurie à Peugeot, confiant que cela a été la pire période de sa vie. Il poursuit en déclarant être sur le point de trouver un accord avec un groupe d'investisseurs indonésien.

### Fin de saison difficile

#### Arrivée à la porte des points aux États-Unis
Les écuries se rendent ensuite sur l'Indianapolis Motor Speedway pour disputer le Grand Prix des États-Unis, première édition depuis le Grand Prix des États-Unis 1991. Prost, qui n'a organisé aucune séance d'essais pour préparer le Grand Prix, voit cette manche comme une opportunité pour son écurie de montrer ce qu'elle est capable de faire sur un tracé inédit qui met tous les pilotes sur « un même pied d'égalité ».
Néanmoins, les deux pilotes Prost Grand Prix restent dans leur rang : Heidfeld obtient le quatorzième temps des essais libres du vendredi en 1 min 16 s 626 alors que son coéquipier doit se contenter du vingt-deuxième et dernier temps de la séance en 1 min 18 s 213 avec une seconde et deux dixièmes de retard sur le vingt-et-unième temps détenu par le pilote Benetton Formula Giancarlo Fisichella. Bien que Heidfeld, auteur de trente-deux tours dans la journée, soit très heureux de sa séance, un problème moteur l'immobilise dans les stands une partie de l'après-midi. Alesi est victime d'un problème électrique sur les papillons du moteur de sa monoplace l'obligeant à ne pas participer à la séance du matin ; l'après-midi, une sortie de piste en début de séance le contraint à abandonner sa journée d'essais.
Lors des essais libres du samedi, Heidfeld, qui mène une partie de la première moitié de la séance, obtient le quinzième temps en 1 min 16 s 363, accusant une seconde et demie de retard sur le meilleur temps de Michael Schumacher tandis que son coéquipier, auteur du vingt-et-unième temps en 1 min 17 s 100, semble toujours en difficulté,.
Lors des qualifications, Nick Heidfeld signe le seizième temps en 1 min 16 s 080 alors que Jean Alesi, victime d'une explosion de son moteur, obtient en 1 min 16 s 471 le vingtième temps de la séance, avec deux secondes et deux dixièmes de retard sur Michael Schumacher, auteur de la pole position,. L'écurie espère que la course se disputera sous la pluie où la Prost AP03 se « comporte bien » et où elle est « plus compétitive ».
Lors de la course, disputée sous la pluie, les pilotes Prost remontent au classement et se doublent à deux reprises. Si Alesi, alors huitième abandonne au soixante-quatrième tour à cause d'une nouvelle casse moteur, Heidfeld termine neuvième à un tour du vainqueur Michael Schumacher,. L'Allemand déclare que « c'est bien de terminer une course à nouveau » mais admet qu'il ne peut pas être heureux de ce résultat qui ne lui rapporte aucun point. Le novice explique que l'équilibre de sa voiture s'est dégradé après son second arrêt aux stands et a souffert de sous-virage, ce qui l'a empêché de défendre sa huitième place contre Pedro Diniz. Jean Alesi est plus optimiste et déclare que l'équipe peut se sentir heureuse qu'une voiture ait franchit la ligne d'arrivée, mais se dit déçu d'avoir abandonné si près de la fin de la course.

#### Nouveaux problèmes de fiabilité à Suzuka

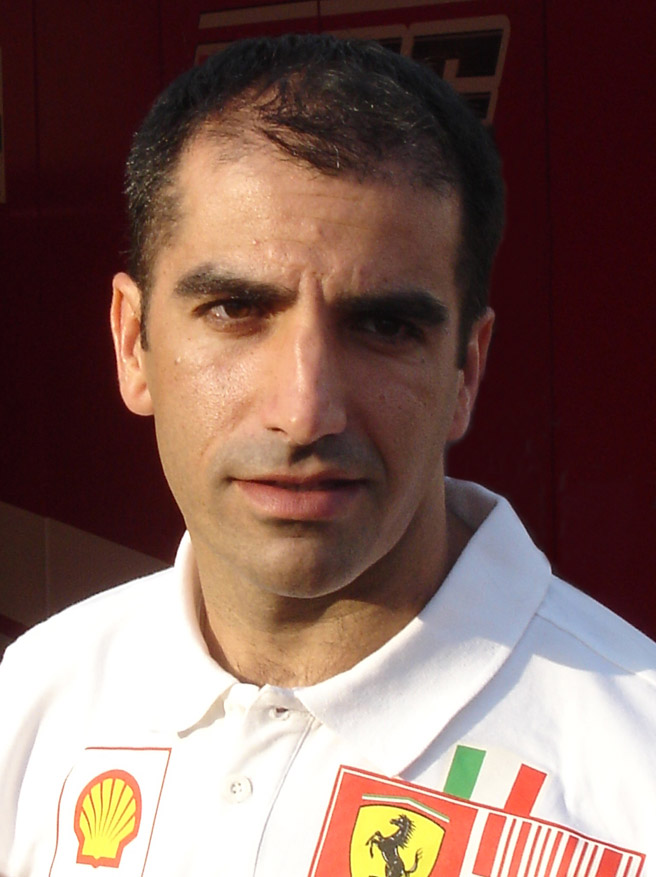
L'arrivée de Telefónica et de son protégé Marc Gené chez Prost Grand Prix en 2001 apporterait un bol d'air financier à l'écurie.

En coulisses, Prost annonce que le cigarettier Gauloises blondes, appartenant à la SEITA, ne sponsorisera plus son écurie à partir de la fin de la saison. La marque française de tabac, partenaire de Prost Grand Prix depuis sa création en 1997, a apporté 24 millions de dollars à l'écurie en 2000. Le quadruple champion du monde de Formule 1 déclare : « La relation entre Prost Grand Prix et Gauloises blondes a toujours été sympathique et ouverte. La fin de leur parrainage n'est pas du tout une surprise et j'ai été préparé à cela depuis longtemps. La fin de notre partenariat montre le premier signe de notre réorganisation. » Afin de remplacer le commanditaire français, Prost Grand Prix entre en négociations avec Telefónica, entreprise espagnole spécialisée dans la télécommunication et partenaire principal de la Scuderia Minardi depuis deux ans. Si Telefónica conclut avec Prost, l'Espagnol Marc Gené, pilote Minardi soutenu par la société espagnole, rejoindrait Prost en tant que pilote.
Tandis que le conglomérat canadien Vector Motorsports se retire des négociations pour racheter une partie de l'écurie la société belge Brewing Company Interbrew, spécialisée dans la brasserie, s'est rendu à Indianapolis pour rencontrer Prost en vue d'un éventuel rachat de l'écurie française,.
Si Prost prépare le budget de son écurie pour la saison prochaine, elle prépare également la conception de sa nouvelle voiture pour 2001 : après le Grand Prix des États-Unis, le pilote-essayeur Stéphane Sarrazin boucle 147 tours sur trois jours au circuit de Nevers Magny-Cours, réalisant son meilleur tour en 1 min 17 s 672 afin de collecter des données châssis pour entamer le développement de la Prost AP04 qui sera engagée la saison prochaine. John Walton, directeur sportif de l'écurie, fait l'éloge de son pilote d'essais qui a « fait un bon travail [… et…] dont les remarques très précises ont fait progresser l'écurie tout au long de la saison ».
Les écuries se rendent sur le circuit de Suzuka pour y disputer le Grand Prix du Japon, avant-dernière course de la saison. Lors des essais libres du vendredi, Nick Heidfeld signe en 1 min 40 s 403 le quatorzième temps de la séance, après avoir bouclé trente-sept tours sur un tracé qu'il découvre. Jean Alesi n'est lui l'auteur que du vingtième temps en 1 min 41 s 014, à plus de trois secondes et deux dixièmes des meilleurs temps de Michael Schumacher. Le Français, contrairement à son coéquipier, n'est pas parvenu à trouver les réglages convenant au circuit.
Le lendemain, lors des essais, Alesi obtient le dix-neuvième temps en 1 min 39 s 225, reprenant une seconde au meilleur temps de la séance alors que Heidfeld prend le quinzième temps en 1 min 38 s 758, à une seconde et sept dixièmes du haut de la feuille des temps. Lors des qualifications, Nick Heidfeld établit, en 1 min 38 s 141, le seizième temps tandis qu'Alesi décroche le dix-septième temps en 1 min 38 s 209, les deux pilotes se tenant à deux secondes et trois dixièmes de la pole position de Michael Schumacher. Si l'Allemand estime que lui et son coéquipier ont fait le mieux qu'ils ont pu, considérant leur monoplace qui n'a pas reçu de grandes améliorations pour la fin de saison, Alesi, qui a rencontré beaucoup de difficultés à s'adapter à sa monoplace sur le circuit, avoue qu'il n'a pas été suffisamment confiant pour donner le maximum comme il l'aurait souhaité.
En course, Alesi dépasse Heidfeld dans le premier tour et remonte dans le milieu de classement, atteignant la dixième place au dix-neuvième tour où il abandonne à cause d'une énième casse moteur,. Nick Heidfeld stagne dans la deuxième moitié du classement tout au long de la course avant d'abandonner au quarante-et-unième tour sur un problème de suspension arrière gauche survenu après son deuxième arrêt aux stands,. L'Allemand estime que sa voiture s'est bien comportée bien qu'elle ne soit pas assez rapide pour lutter contre ses adversaires. Commentant cette course, Alain Prost déclare : « Nous aurions eu besoin de circonstances exceptionnelles pour être en mesure d'obtenir un bon résultat aujourd'hui et cela ne s'est pas produit. Malheureusement, nos deux voitures ont abandonné sur des problèmes de fiabilité. Il y a encore une autre course qui nous donne une chance de marquer des points, même si de toute évidence, nous pensons déjà à l'année prochaine. »

#### Course en Malaisie tournée vers l'avenir
En coulisses, Prost annonce l'arrivée de l'ingénieur français Henri Durand en tant que directeur technique de l'écurie, poste vacant depuis l'éviction d'Alan Jenkins après le Grand Prix de Monaco. Henri Durand a travaillé pour l'écurie Ligier et la Scuderia Ferrari où il a notamment conçu la Ferrari 640, vainqueur de trois courses en 1989, avant de rejoindre le programme aérodynamique de McLaren Racing dans les années 1990. Les observateurs estiment que ce recrutement est lié à un accord entre l'écurie britannique et Prost sur la soufflerie de Teddington, propriété de McLaren qui céderait ses locaux à l'écurie française lorsque leur nouvelle soufflerie sera achevée.
Le pilote Sauber Pedro Diniz annonce être toujours en négociations avec Prost Grand Prix pour un volant en 2001, mais avoue n'être au courant de rien concernant l'éventuel rachat de l'écurie par son père. Tandis que des rumeurs annoncent que le pilote Minardi Marc Gené aurait signé un contrat pour remplacer Nick Heidfeld, le pilote espagnol remet en question sa possible collaboration avec Prost : Gené déclare qu'il pourrait finalement rester chez Minardi, même si Telefónica parrainait l'écurie française,. Le géant espagnol de la télécommunication annonce d'ailleurs qu'il se retire de la Formule 1 à la fin de la saison, expliquant que les différentes propositions reçues par l'écurie ne répondent pas aux objectifs de l'entreprise, douchant ainsi les espoirs d'Alain Prost.
Prost Grand Prix n'organise aucune séance d'essais pour préparer le Grand Prix de Malaisie, ultime manche de la saison, contrairement à la plupart des autres écuries. En effet, le personnel technique de l'écurie française prend quelques jours de repos à Bali en Indonésie avant d'envoyer les monoplaces sur le circuit international de Sepang. Pourtant, Prost pointe à la onzième et dernière place du championnat des constructeurs, derrière la Scuderia Minardi, qui n'a marqué aucun point également. En Malaisie, l'écurie française doit placer une de ses voitures en septième position à l'issue de la course pour ravir la dixième place de l'écurie italienne et pouvoir bénéficier du partage des droits commerciaux de la Formule 1 pour l'année 2000 et du transport gratuit sur les Grands Prix de la saison 2001.
Lors des essais libres du vendredi du Grand Prix de Malaisie, Jean Alesi prend le dix-huitième temps en 1 min 42 s 868 alors que Nick Heidfeld doit se contenter du vingt-deuxième temps de la séance en 1 min 43 s 786, à trois secondes et demie du meilleur temps de Mika Häkkinen. Si Alesi semble satisfait de sa prestation, notamment pour avoir pu essayer différentes configurations de sa voiture, Heidfeld, qui découvre le tracé malais, est victime d'une casse moteur en début d'après-midi, mettant fin à sa séance.
Le lendemain, lors des essais, Alesi fait plusieurs excursions hors-piste à cause d'un manque d'adhérence et doit se contenter du dix-neuvième temps de la séance en 1 min 39 s 988 tandis que Nick Heidfeld se place en treizième position avec un temps en 1 min 39 s 794, à près d'une seconde et sept dixièmes du meilleur temps du pilote McLaren David Coulthard,.
En qualifications, Alesi obtient le dix-huitième temps en 1 min 40 s 065 tandis que Heidfeld est dix-neuvième avec un temps de 1 min 40 s 148. Si le Français estime que les positions obtenues sur la grille de départ « ne sont clairement pas bonnes », il insiste sur le fait que l'objectif de l'écurie est de terminer la course, ce à quoi les ingénieurs travaillent. Heidfeld est très déçu de sa position et espérait faire un bien meilleur résultat. Prost ajoute que ses monoplaces sont une nouvelle fois affectées par la chaleur qui règne sur ce circuit.
Lors de la course, Nick Heidfeld s'accroche dès le premier tour avec Pedro Diniz et le pilote Arrows Pedro de la Rosa, entraînant l'abandon des trois pilotes alors que Jean Alesi, lui aussi impliqué dans l'accrochage, termine la course en onzième position à un tour du vainqueur Michael Schumacher. Heidfeld déclare à l'issue de la course : « Je suis resté coincé entre deux voitures et je n'avais pas de place pour éviter la collision. Je suis très désolé pour l'équipe ». Prost indique que le résultat obtenu lors de ce Grand Prix reflète bien la saison de l'écurie mais est « heureux que la saison soit terminée » afin de préparer sereinement la prochaine saison.

## Conséquences de la saison 2000

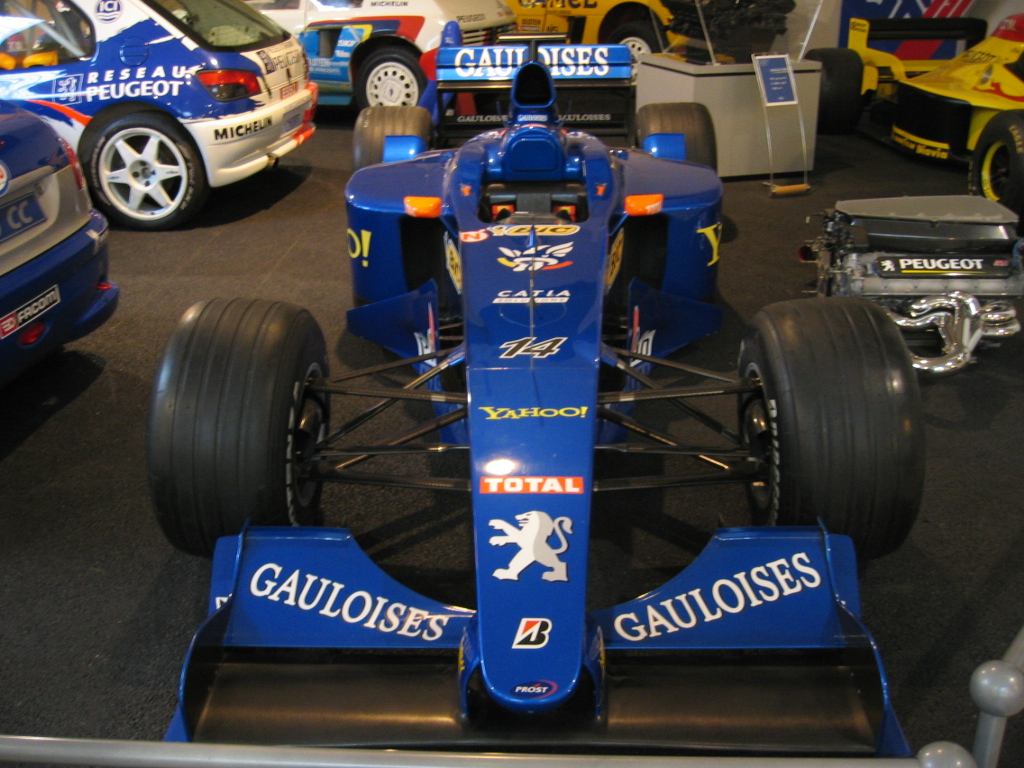
Les piètres performances de la Prost AP03 en Grand Prix ont fait perdre de nombreux commanditaires à l'écurie française.

En ne marquant aucun point en course et avec la onzième et dernière place du championnat du monde des constructeurs, Prost Grand Prix réalise en 2000 la pire saison de son histoire. Si Jean Alesi reste au sein de l'écurie, Nick Heidfeld rejoint l'équipe suisse Sauber en avouant qu'il ne s'attendait pas à ce que sa première année dans la discipline-reine du sport automobile soit « aussi mauvaise ». Le pilote allemand est finalement remplacé par le pilote Minardi Gastón Mazzacane, dont la meilleure performance est une huitième place obtenue au Grand Prix d'Europe. L'arrivée du pilote argentin est facilitée par son commanditaire personnel, Panamerican Sports Network, une chaîne de télévision sportive basée en Amérique latine, devenu partenaire de Prost Grand Prix.
L'écurie perd cette saison la plupart de ses commanditaires, notamment le cigarettier Gauloises blondes, présent depuis la création de l'écurie en 1997, et le moteur de recherche Yahoo!, dont le contrat devait initialement durer trois ans. Prost parvient néanmoins à stabiliser les finances de son écurie en vendant 40 % de l'équipe pour un montant de dix millions de dollars à Pedro Diniz, qui renonce à devenir le coéquipier de Jean Alesi. L'équipe technique de l'écurie est aussi renforcée avec l'arrivée de l'ingénieur espagnol Joan Villadelprat, qui a notamment travaillé chez Ferrari, McLaren et Benetton lors de ses sacres mondiaux avec Michael Schumacher en 1994 et 1995.

## Devenir des monoplaces
La Prost AP03 a été construite en cinq exemplaires. Le châssis AP03-01 a été vendu aux enchères en octobre 2000 sur le site internet de Yahoo!, une première dans l'histoire de la Formule 1. Les recettes de la vente ont été reversées à l'UNICEF. La Prost AP03-02 est exposée au musée Ligier du circuit de Nevers Magny-Cours. Le châssis AP03-03 est vendu aux enchères en 2003 alors que le châssis AP03-04 a été vendu aux enchères en mai 2002 à la suite de la liquidation judiciaire de l'écurie pour 240 000 euros. Le châssis AP03-05 est exposé au musée de l'Aventure Peugeot à Sochaux.

## Résultats en championnat du monde de Formule 1
| Saison | Écurie                  | Moteur          | Pneumatiques | Pilotes       | Courses | Courses | Courses | Courses | Courses | Courses | Courses | Courses | Courses | Courses | Courses | Courses | Courses | Courses | Courses | Courses | Courses | Points inscrits | Classement |
| Saison | Écurie                  | Moteur          | Pneumatiques | Pilotes       | 1       | 2       | 3       | 4       | 5       | 6       | 7       | 8       | 9       | 10      | 11      | 12      | 13      | 14      | 15      | 16      | 17      | Points inscrits | Classement |
| ------ | ----------------------- | --------------- | ------------ | ------------- | ------- | ------- | ------- | ------- | ------- | ------- | ------- | ------- | ------- | ------- | ------- | ------- | ------- | ------- | ------- | ------- | ------- | --------------- | ---------- |
| 2000   | Gauloises Prost Peugeot | Peugeot A20 V10 | Bridgestone  |               | AUS     | BRÉ     | SMR     | GBR     | ESP     | EUR     | MON     | CAN     | FRA     | AUT     | ALL     | HON     | BEL     | ITA     | USA     | JAP     | MAL     | 0               | 11e        |
| 2000   | Gauloises Prost Peugeot | Peugeot A20 V10 | Bridgestone  | Jean Alesi    | Abd     | Abd     | Abd     | 10e     | Abd     | 9e      | Abd     | Abd     | 14e     | Abd     | Abd     | Abd     | Abd     | 12e     | Abd     | Abd     | 11e     | 0               | 11e        |
| 2000   | Gauloises Prost Peugeot | Peugeot A20 V10 | Bridgestone  | Nick Heidfeld | 9e      | Abd     | Abd     | Abd     | 16e     | Dsq     | 8e      | Abd     | 12e     | Abd     | 12e     | Abd     | Abd     | Abd     | 9e      | Abd     | Abd     | 0               | 11e        |

Légende : ici 